# 1937
1937 (MCMXXXVII) byl rok, který dle gregoriánského kalendáře započal pátkem.

## Události
Automatický abecedně řazený seznam viz Kategorie:Události roku 1937
Československo
- 18. února – Vláda Milana Hodži vyhlásila Program národnostní politiky.
- 5. dubna – Po čtyřleté výstavbě bylo dáno do provozu letiště na Ruzyni, dnes Letiště Václava Havla Praha.
- 22. dubna – Bylo založeno Lidové divadlo.
- 20. června – 22. srpna – Výstava Slovácka v Uherském Hradišti
- 21. července – Byla jmenována třetí vláda Milana Hodži.
- 21. září – Státní pohřeb prezidenta T. G. Masaryka.
- Začalo se budovat záložní vojenské Letiště Benešov.

Svět
- 19. ledna – Americký pilot Howard Hughes přeletěl z Los Angeles do New Yorku za rekordních 7 hodin a 28 minut.
- 20. ledna – Americký prezident Franklin Delano Roosevelt slavnostně vstupuje do svého druhého funkčního období. Od této doby se slavnostní inaugurace prezidentů USA koná vždy 20. ledna.
- 14. března – Papež Pius XI. vydal encykliku Mit brennender Sorge, v níž kritizoval útlak katolické církve v nacistickém Německu a odmítl filosofická východiska nacismu jakožto bludná (v německých kostelích čtena na květnou neděli 21. března).
- 19. března – Papež Pius XI. vydal encykliku Divini redemptoris, v níž odmítl komunismus.
- duben – Založena japonská automobilka Isuzu
- 26. dubna – Při leteckém útoku na baskickou obec Guernica ve Španělsku zahynuly stovky obyvatel.
- 6. května – Při havárii vzducholodi Hindenburg v New Jersey zahynulo 36 lidí.
- 12. května – Korunovace Jiřího VI. ve Westminsterském opatství
- 25. května – 25. listopadu – Světová výstava v Paříži. Pro výstavu byl nově otevřen park Jardins du Trocadéro a postaven palác Palais de Chaillot. Československý pavilon navrhl architekt Jaromír Krejcar.
- 27. května – Po čtyřech letech výstavby byl slavnostně otevřen 2,7 km dlouhý Golden Gate Bridge v San Franciscu.
- 28. května – Neville Chamberlain se stal britským premiérem.
- 11. června – První let britského jednomístného stíhacího letounu Hawker Hurricane, který tvořil základ britského letectva v Bitvě o Británii.
- červenec – U Výmaru byl otevřen koncentrační tábor Buchenwald.
- 1. července – Irové v referendu přijali novou ústavu.
- 7.–9. července – Incident na mostě Marca Pola mezi Japonskem a Čínou
- 8. července – Turecko, Írán, Irák a Afghánistán uzavřeli v Teheránu Saadabadský pakt.
- 13. srpna – 26. listopadu – V Bitvě o Šanghaj mezi Japonskem a Čínou zahynulo statisíce lidí.
- 21. září – Poprvé vyšel Tolkienův román Hobit aneb Cesta tam a zase zpátky.
- 3. listopadu – Hoßbach-Niederschrift – setkání Hitlera s předáky Wehrmachtu a vlády, na němž se radil o připravovaném „útoku na východní sousedy“.
- 13. prosince – Japonská vojska dobyla čínský Nanking. Začátek Nankingského masakru – během následujících šesti týdnů zahynulo na 300 000 čínských civilistů.
- Myanmar se stal britskou korunní kolonií.
- Uskutečnil se první přímý televizní přenos (korunovace krále Jiřího VI.); Velká Británie.
- Itálie vystoupila ze Společnosti národů.
- Vyhynul vlk obecný arizonský.

### Probíhající události
- Španělská občanská válka (1936–1939)
- Druhá čínsko-japonská válka (1937–1945)
- Moskevské procesy

## Vědy a umění
- 29. ledna – Premiéra divadelní hry Karla Čapka Bílá nemoc v Národním divadle.
- červen – Pablo Picasso namaloval obraz Guernica.
- 4. listopadu – Premiéra českého filmu Panenství režiséra Otakara Vávry podle románu Marie Majerové
- 5. listopadu – Premiéra českého filmu Filosofská historie začínajícího režiséra Otakara Vávry podle Aloise Jiráska
- 13. listopadu – Americká rozhlasová a televizní společnost NBC založila velký symfonický orchestr exkluzivně pro potřeby radia
- 21. listopadu – Premiéra Symfonie č. 5, op. 47 Dmitrije Šostakoviče v Leningradě, měla takový úspěch, že potlesk a ovace trvaly přes hodinu
- 23. listopadu – v New Yorku v divadle Music Box Theatre měla premiéru hra Johna Steinbecka O myších a lidech (Of Mice & Men) v režii George S. Kaufmana (207 repríz)
- 21. prosince – V USA měl premiéru animovaný film Walta Disneye Sněhurka a sedm trpaslíků.
- V New Yorku bylo založeno Guggenheimovo muzeum.
- Objeven chemický prvek technecium.
- Dokončena observatoř Sphinx na Jungfraujoch ve Švýcarsku.
- V Československu měly premiéru filmy Advokátka Věra, Andula vyhrála, Bílá nemoc, Děvčata, nedejte se!, Děvče za výkladem, Hlídač č. 47, Hordubalové, Kříž u potoka, Láska a lidé, Mravnost nade vše, Panenství, Svět patří nám a Tři vejce do skla.
- Ve snímku "Pižla a Žižla na cestách" si poprvé zahrála herečka Jiřina Bohdalová.

### Knihy
- Jan Antonín Baťa – Budujme stát pro 40 000 000 lidí
- Jaroslav Foglar – Hoši od Bobří řeky
- Agatha Christie – Smrt na Nilu
- Ivan Olbracht – Golet v údolí
- John Steinbeck – O myších a lidech
- John Ronald Reuel Tolkien – Hobit aneb Cesta tam a zase zpátky
- Mika Waltari – Cizinec přichází
- Jaroslav Žák – Študáci a kantoři

## Nobelova cena
- Nobelova cena za fyziku – Clinton Joseph Davisson a George Paget Thomson za objev fenoménu interference při ozařování kovů elektrony
- Nobelova cena za fyziologii a lékařství – Albert Szent-Györgyi za práce o problematice vitaminu C
- Nobelova cena za chemii – Paul Karrer za výzkumy o barvivech a vitaminech A a B, a Norman Haworth za výzkumy o uhlohydrátech a vitaminu C
- Nobelova cena za literaturu – Roger Martin du Gard
- Nobelova cena za mír – Robert Cecil – první prezident Společnosti národů

## Oscar
- za filmové novátorství: Walt Disney za film Sněhurka a sedm trpaslíků (v originále Snow white and the seven)
- za nejlepší film: Henry Blanke za film Případ kapitána Dreyfuse (v originále The life of Emile Zola)
- za nejlepší herecký výkon v hlavní roli: Spencer Tracy za film Stateční kapitáni (v originále Captains courageous)
- za nejlepší scénář: Heinz Herald, Geza Herceg, Norman Reilly Raine za film Případ kapitána Dreyfuse (v originále The life of Emile Zola)
- za nejlepší herecký výkon ve vedlejší mužské roli: Joseph Schildkraut za film Případ kapitána Dreyfuse (v originále The life of Emile Zola)

## Narození
Automatický abecedně řazený seznam viz Kategorie:Narození v roce 1937

### Česko

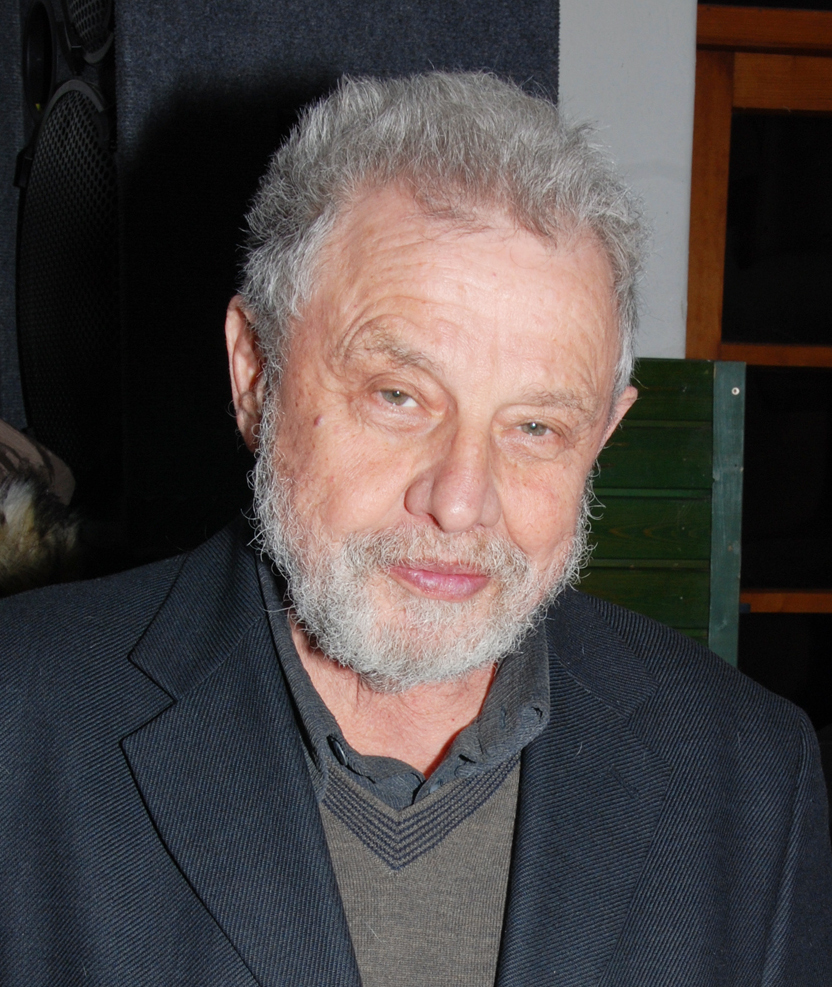
Pavel Dvořák (* 13. květen)

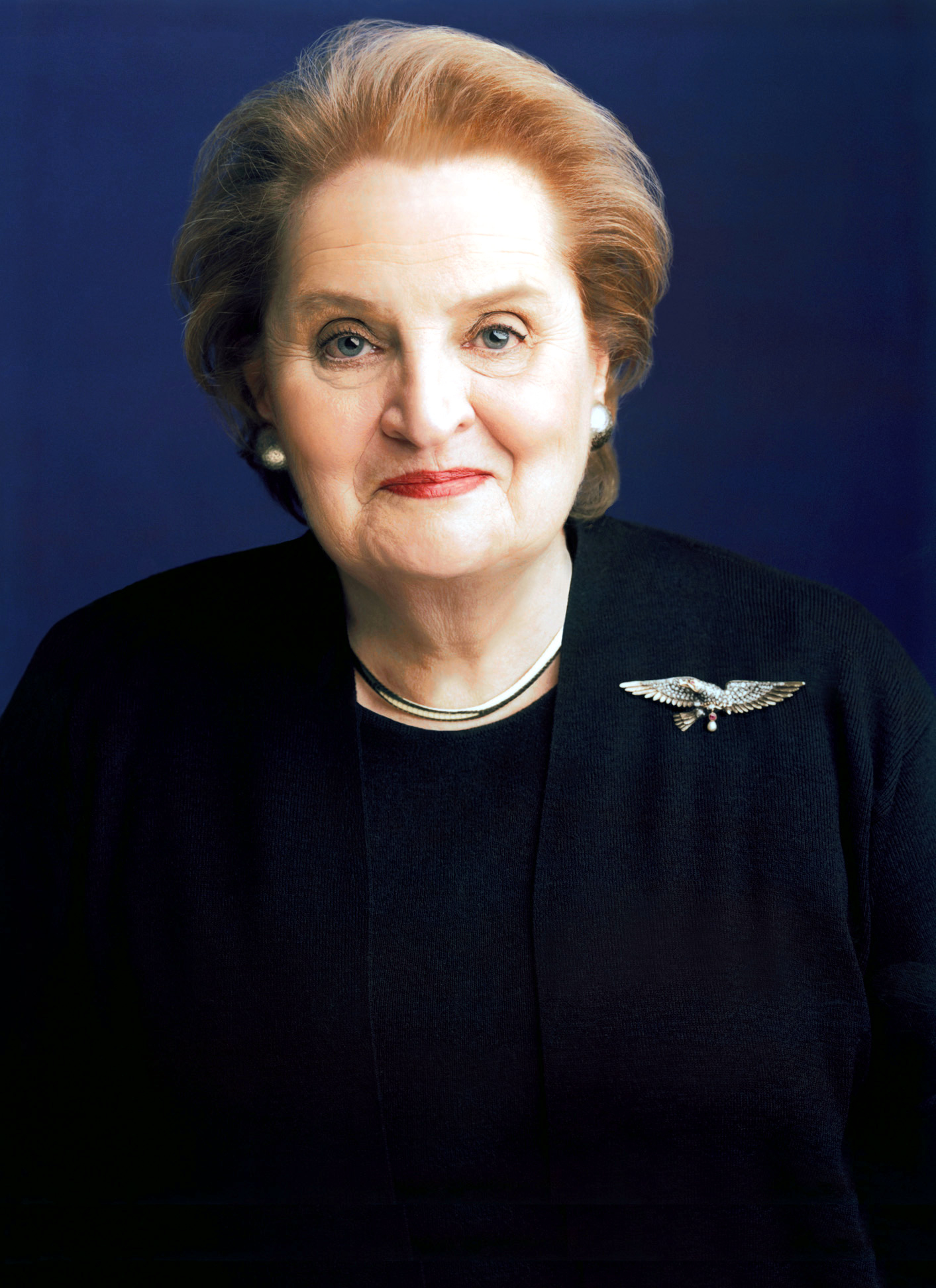
Madeleine Albrightová (* 15. květen)

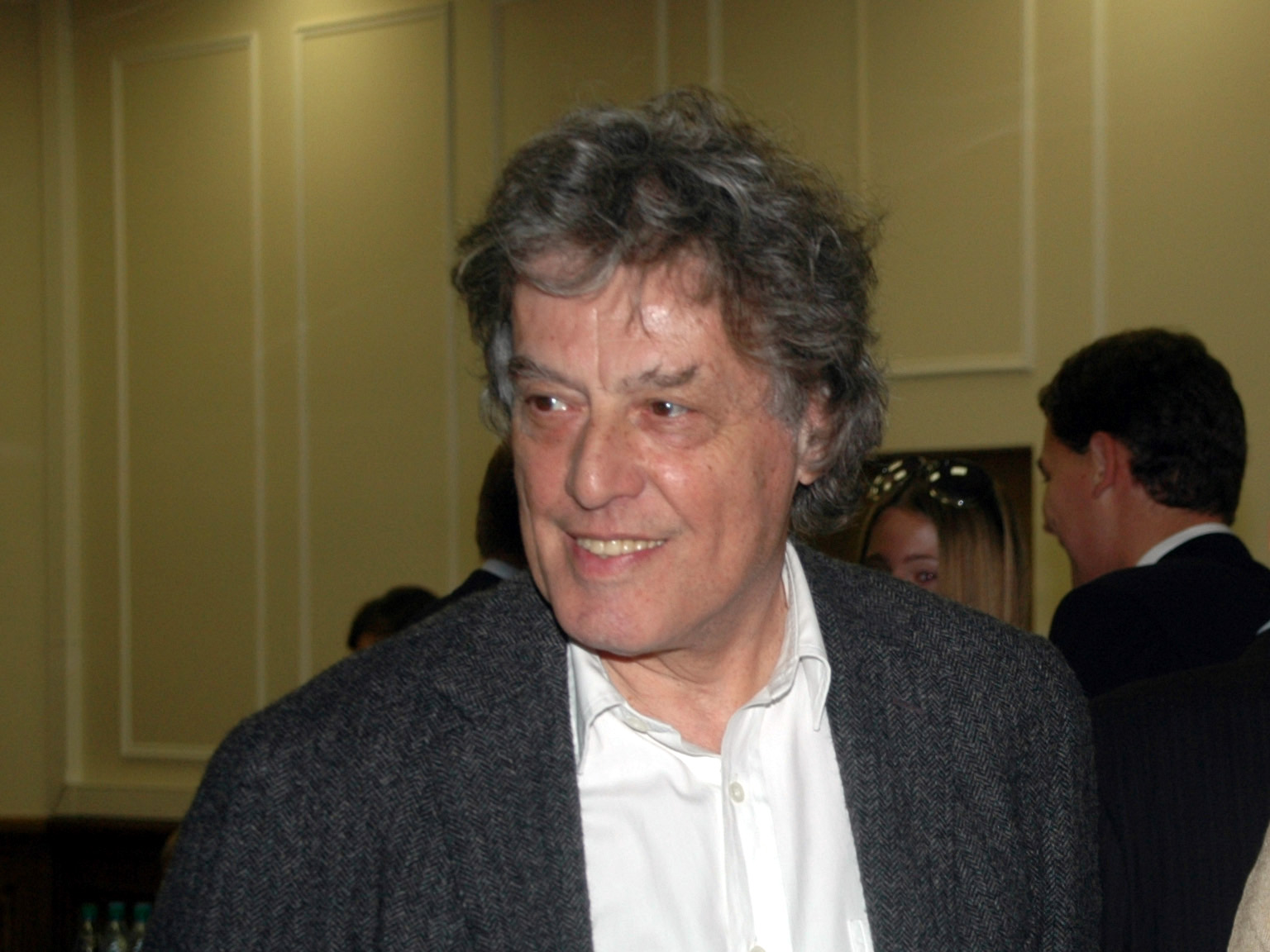
Tom Stoppard (* 3. červenec)

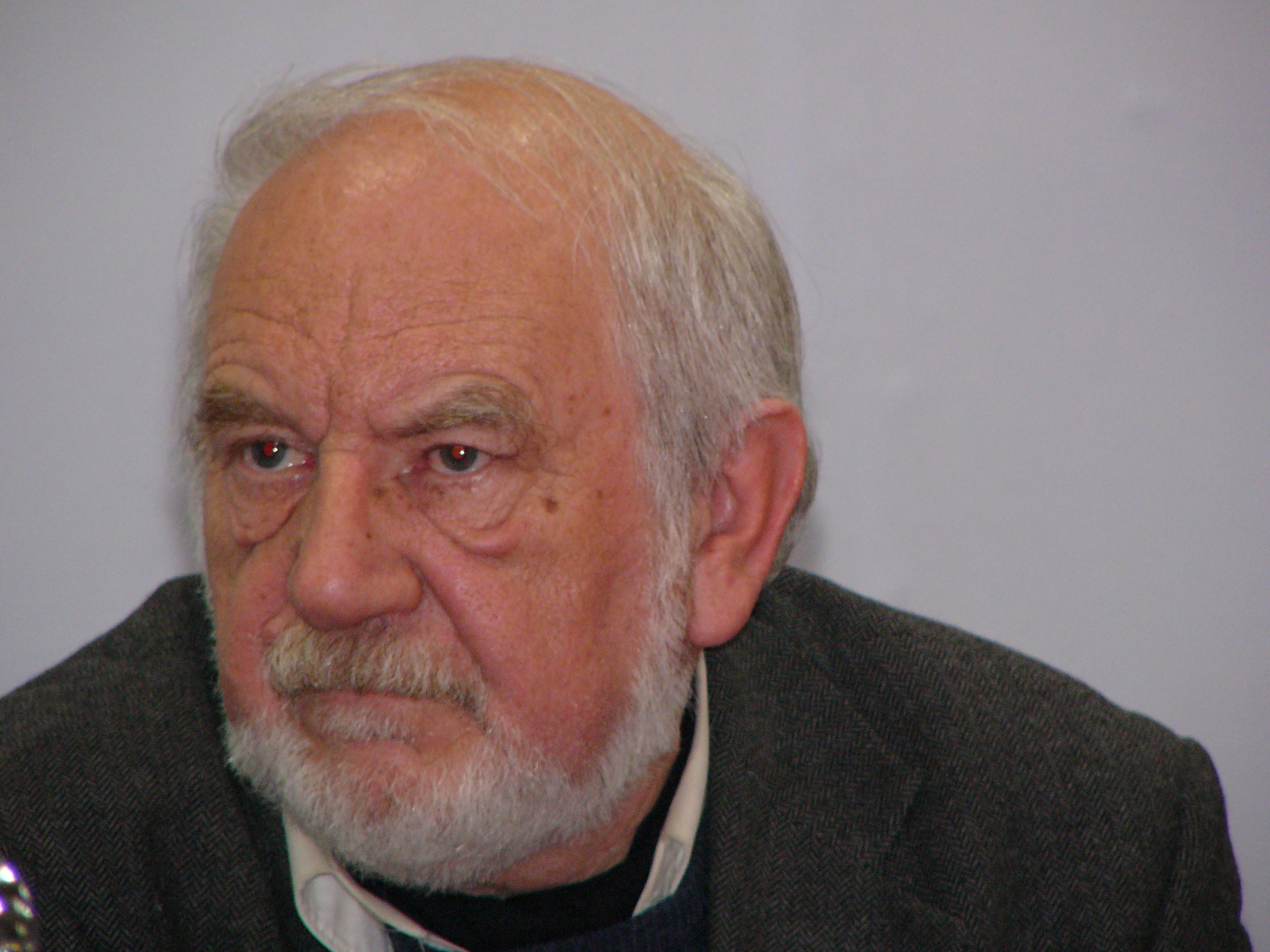
Josef Jařab (* 26. červenec)

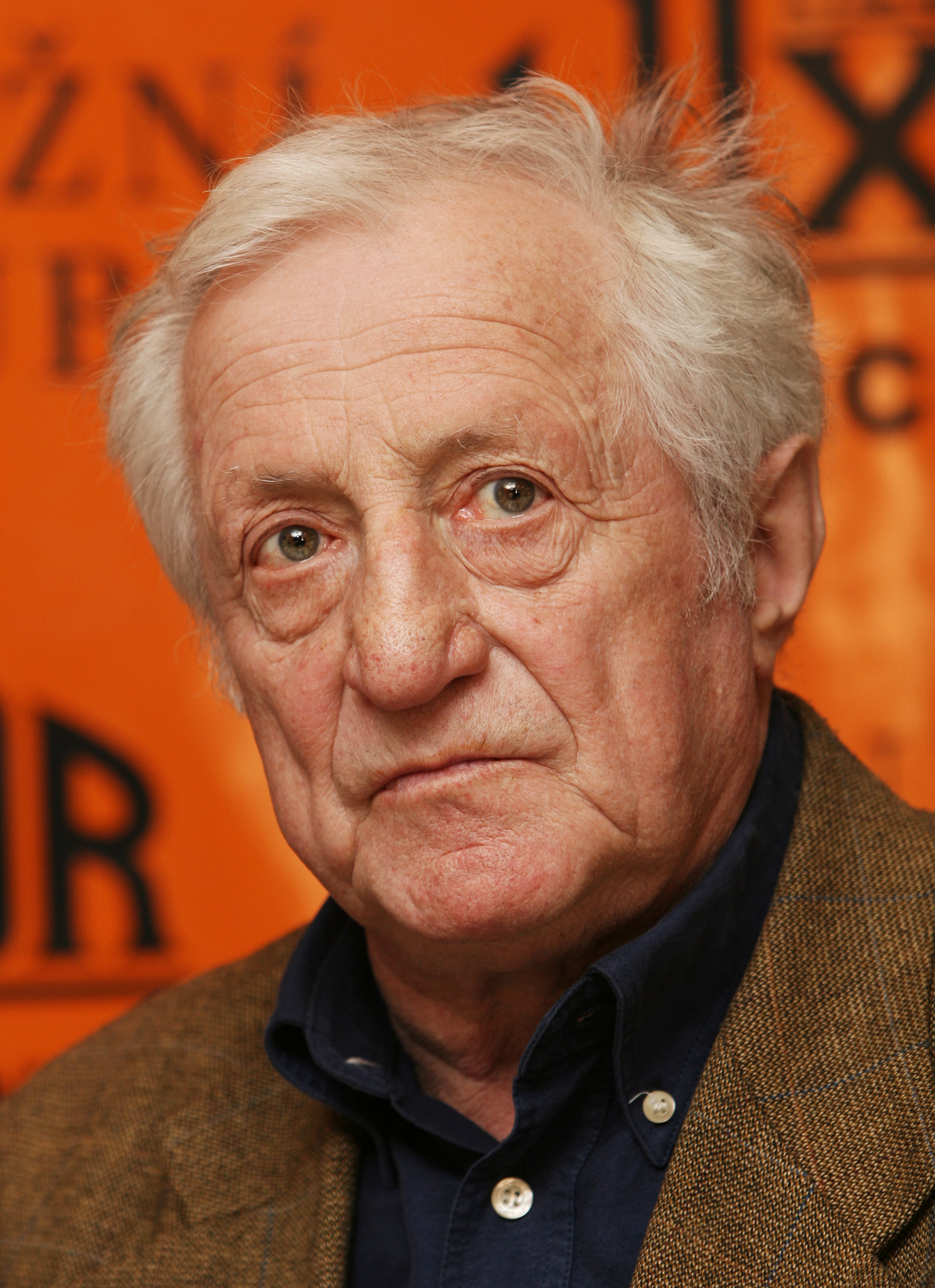
Pavel Bobek (* 16. září)

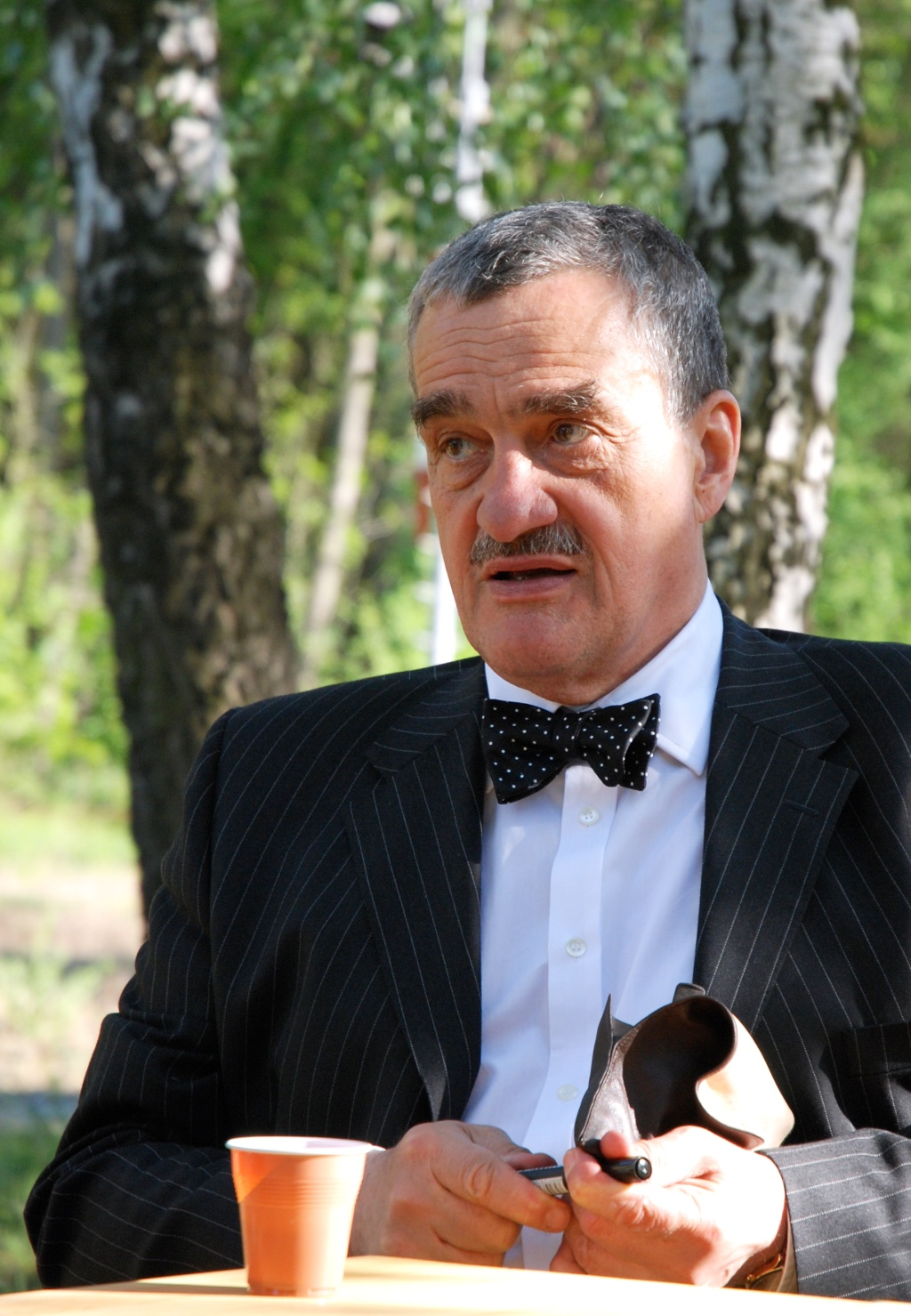
Karel Schwarzenberg (* 10. prosinec)

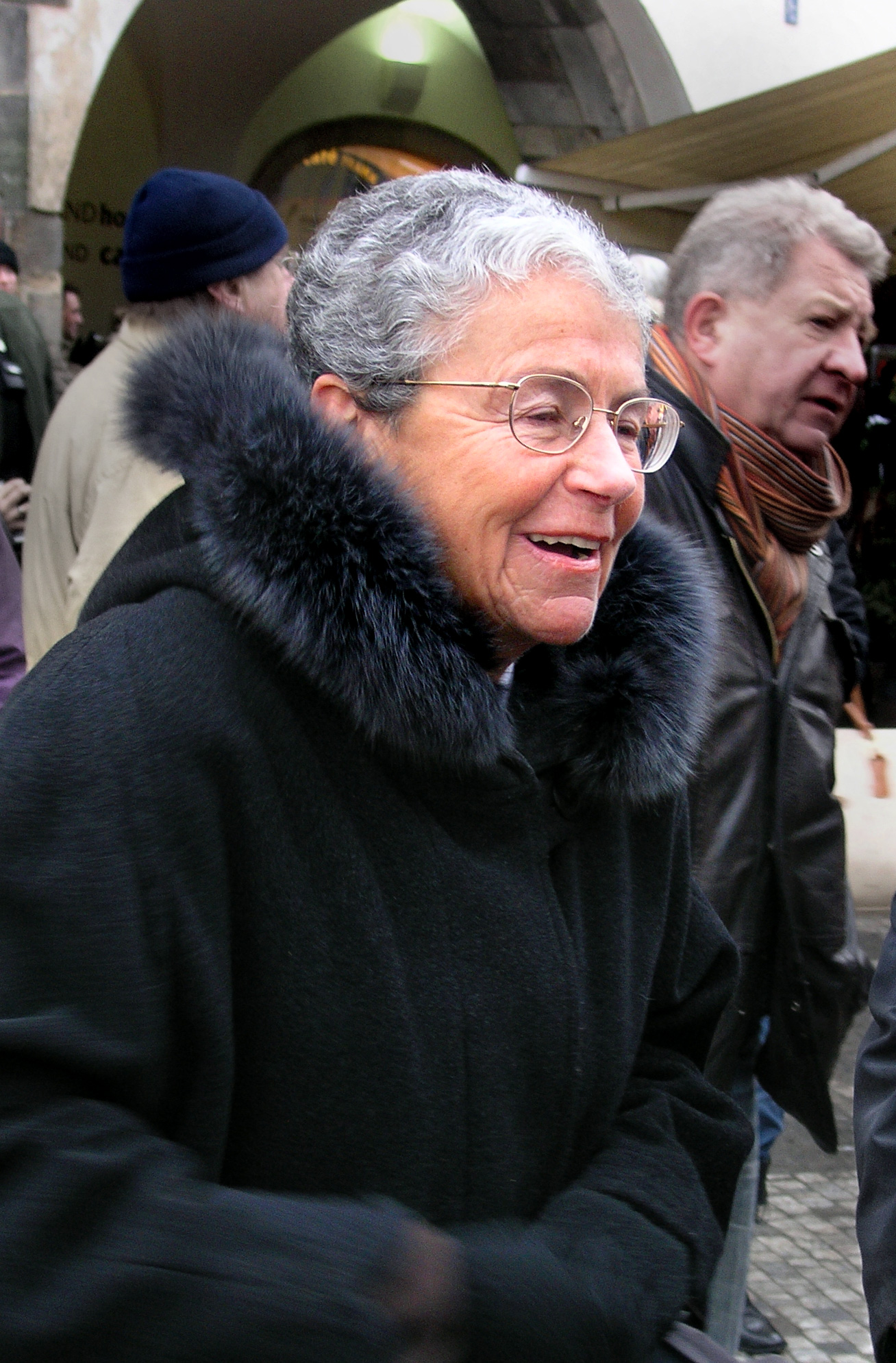
Helena Illnerová (* 28. prosinec)

- 6. ledna – Ludvík Daněk, olympijský vítěz a světový rekordman v hodu diskem († 16. listopadu 1998)
- 18. ledna
  - Karel Srp starší, hudební publicista, předseda Jazzové sekce
  - Antonín Klimek, historik († 9. ledna 2005)
  - Hana Tomanová, česká politička
- 24. ledna
  - Ivan Jandl, dětský herec, držitel dětského Oscara († 21. listopadu 1987)
  - Petr Mišoň, biolog a politik († 24. září 2008)
- 28. ledna
  - Karel Čáslavský, filmový archivář, historik, publicista († 2. ledna 2013)
  - Vladimír Svoboda, malíř († 1. prosince 2023)
- 4. února
  - Josef Protiva, novinář, scenárista a režisér († 18. února 2017)
  - Albert Černý, herec a politik
- 9. února – Jan Jíra, herec a producent († 23. června 2024)
- 13. února – Ivan Štraus, houslový virtuos
- 15. února – Petr Kop, volejbalista, olympionik († 27. ledna 2017)
- 17. února – Jan Přeučil, filmový a divadelní herec
- 19. února – Pavel Nešleha, malíř, kreslíř, grafik a fotograf († 13. září 2003)
- 27. února – Jaroslav Kotulan, hráč na lesní roh
- 1. března – Václav Wolf, teolog († 25. dubna 2019)
- 4. března – Roman Cílek, spisovatel literatury faktu a kriminálních příběhů
- 5. března
  - Josef Kremláček, malíř a ilustrátor († 22. června 2015)
  - Václav Martinec, režisér, choreograf, pedagog a herec
- 7. března
  - Zdeněk Beran, malíř, autor objektů a instalací († 7. listopadu 2014)
  - Karel Kuklík, fotograf († 18. srpna 2019)
  - Luděk Pojezný, reprezentant Československa ve veslování, bronz na OH 1960 a 1964
  - Tomáš Vosolsobě, malíř, filatelista a fotograf († 10. ledna 2011)
- 12. března – Miroslav Melena, scénograf a divadelní architekt († 9. srpna 2008)
- 14. března – Jaroslava Staňková, architektka, vysokoškolská učitelka a spisovatelka († 26. dubna 2010)
- 16. března – Jiří Dolana, hokejový reprezentant († 14. července 2003)
- 17. března – Václav Hálek, hudební skladatel († 10. září 2014)
- 18. března – Josef Sochor, zpěvák a textař
- 20. března – Emil Sirotek, kameraman († 1. října 1999)
- 21. března – Miroslav Malura, muzikolog a folklorista († 7. listopadu 2000)
- 23. března – Ivan Renč, spisovatel a režisér
- 1. dubna – Eduard Maur, historik
- 3. dubna – Richard Nový, veslař, reprezentant Československa, olympionik
- 7. dubna – Bohumil Vybíral, fyzik a profesor
- 9. dubna – Pavel Klener, lékař a politik († 20. září 2024)
- 10. dubna – Karel Štědrý, zpěvák, herec a moderátor († 7. listopadu 2017)
- 14. dubna – Václav Kozák, veslař, skifař, olympijský vítěz z LOH 1960 († 15. března 2004)
- 18. dubna
  - Jan Kaplický, architekt († 14. ledna 2009)
  - Jiří Tichota, muzikolog, loutnista, zpěvák, textař
- 20. dubna – Jiří Dienstbier starší, novinář, politik, ministr zahraničí († 8. ledna 2011)
- 28. dubna – Karel Semerád, herec († 30. listopadu 2015)
- 30. dubna – Zdeněk Matějka, chemik a vysokoškolský pedagog († 2. října 2006)
- 2. května – Zdeněk Pošíval, divadelní režisér, scenárista, dramatik a spisovatel († 12. září 2013)
- 8. května – Jana Moravcová, spisovatelka, překladatelka a redaktorka († 12. června 2018)
- 10. května – Jan Dvořák, prozaik, nakladatel, filmový teoretik a literární kritik († 8. prosince 2021)
- 12. května – Vladimír Andrs, veslař, reprezentant Československa, bronzová na OH 1964 († 17. června 2018)
- 13. května – Pavel Dvořák, slovenský historik, spisovatel a publicista († 21. prosince 2018)
- 15. května – Madeleine Albrightová, ministryně zahraničních věcí USA († 23. března 2022)
- 17. května – Zdeněk Šmíd, spisovatel († 9. dubna 2011)
- 25. května – Milan Růžička, televizní a filmový režisér a scenárista († 4. března 2011)
- 30. května – Jaroslav Vízner, herec († 29. května 2022)
- 31. května – Miloš Skočovský, poslanec, předseda sdružení Moravský národní kongres († 28. března 2014)
- 3. června – Jan Vrba, ministr průmyslu ČR († 4. listopadu 2020)
- 4. června – Jiří Mihule, hobojista a hudební pedagog
- 11. června – Bohuslav Maršík, operní pěvec – basista († 28. května 2021)
- 14. června – Jan Štěpánek, český a švýcarský lékař a politik († 6. června 2013)
- 15. června – Rudolf Potsch, hokejový obránce a trenér
- 22. června
  - Vratislav Mazák, biolog († 9. září 1987)
  - Vladimír Frühauf, sbormistr a pedagog
- 26. června – Jan Brumovský, fotbalový reprezentant
- 3. července – Tom Stoppard, britský dramatik a scenárista českého původu
- 4. července – Václav Matějka, scenárista a režisér a spisovatel
- 9. července – Josef Vacenovský, fotbalový reprezentant († 4. prosince 2023)
- 12. července – František Valošek, fotbalový reprezentant († 31. července 2023)
- 13. července – Zdena Hadrbolcová, herečka a scenáristka († 20. listopadu 2023)
- 21. července
  - Leoš Faltus, hudební skladatel a pedagog (†14. května 2024)
  - Miroslav Hrnčíř, ekonom († 28. července 2024)
- 26. července – Josef Jařab, anglista, literární historik a politik († 3. května 2023)
- 23. července – Karel Zlín, malíř, sochař a básník
- 11. srpna – Rudolf Tomášek, atlet, který se specializoval na skok o tyči
- 2. září – Bohumil Eliáš st., sklářský výtvarník, sochař, malíř a grafik († 21. května 2005)
- 7. září – Bohumil Janoušek, reprezentant Československa ve veslování, bronz na OH 1960 a 1964
- 8. září – Josef Panáček, střelec a olympionik, který získal zlatou medaili ve skeetu na OH 1976 († 5. dubna 2022)
- 16. září
  - Karel Milota, spisovatel, básník, prozaik a překladatel († 30. dubna 2002)
  - Pavel Bobek, zpěvák († 20. listopadu 2013)
- 19. září – Josef Vajce, akademický sochař († 15. září 2011)
- 21. září – Marie Dohalská, fonetička
- 22. září – Tomáš Páv, fyzik a politik
- 28. září – Václav Bárta, režisér, dramatik, básník, scenárista, zpěvák a skladatel
- 6. října – František Mezihorák, politik a vysokoškolský pedagog
- 9. října – Eugen Jegorov, jazzový hudebník a herec († 28. prosince 1992)
- 11. října – Karel Tejkal, rozhlasový novinář a publicista
- 12. října – Jiří Všetečka, fotograf († 9. listopadu 2016)
- 13. října – Josef Havel, spisovatel († 1. září 2023)
- 17. října – Jan Bočan, architekt († 7. prosince 2010)
- 18. října
  - František X. Halas, diplomat a historik († 24. listopadu 2023)
  - Bohumila Zelenková, scenáristka a televizní dramaturgyně
- 10. listopadu – Zdeněk Zikán, fotbalový reprezentant († 14. února 2013)
- 29. listopadu – Kamil Prudil, akademický malíř a psycholog († 22. dubna 2006)
- 6. prosince – Jiří Kodet, herec († 25. června 2005)
- 7. prosince – Jana Prachařová, herečka a loutkoherečka († 15. srpna 2024)
- 9. prosince – Miloš Hubáček, spisovatel literatury faktu
- 10. prosince
  - Zdeněk Bažant, profesor stavebního a strojního inženýrství a materiálových věd
  - Karel Schwarzenberg, šlechtic a politik († 12. listopadu 2023)
- 24. prosince – Zdeněk Kepák, hokejový reprezentant († 28. července 2022)
- 26. prosince – Jiří Kout, dirigent
- 28. prosince
  - Helena Illnerová, fyzioložka a biochemička, předsedkyně Akademie věd České republiky
  - Jaroslav Mareš, spisovatel, cestovatel a zoolog († 5. května 2021)

### Svět

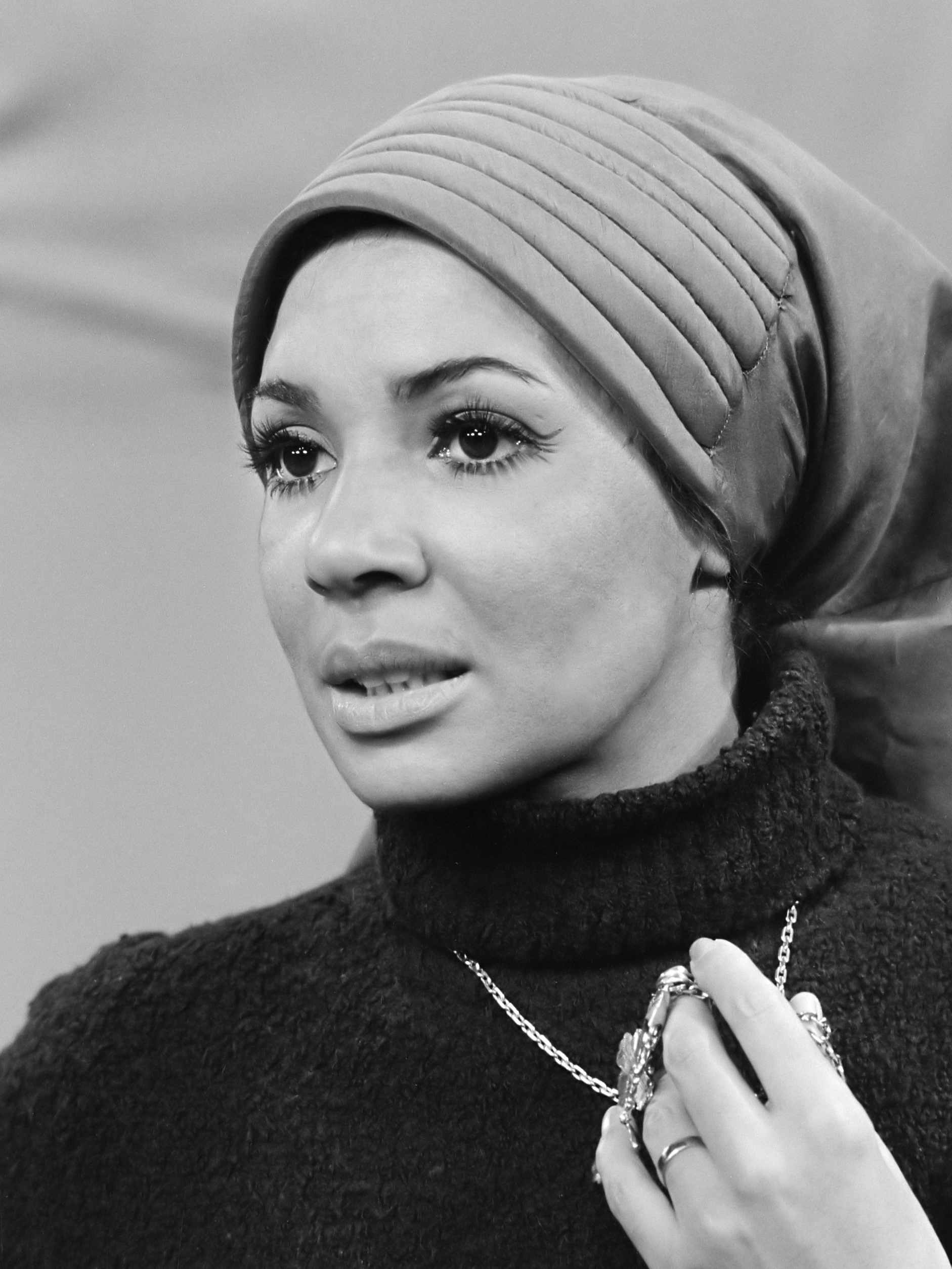
Shirley Bassey (* 8. leden)

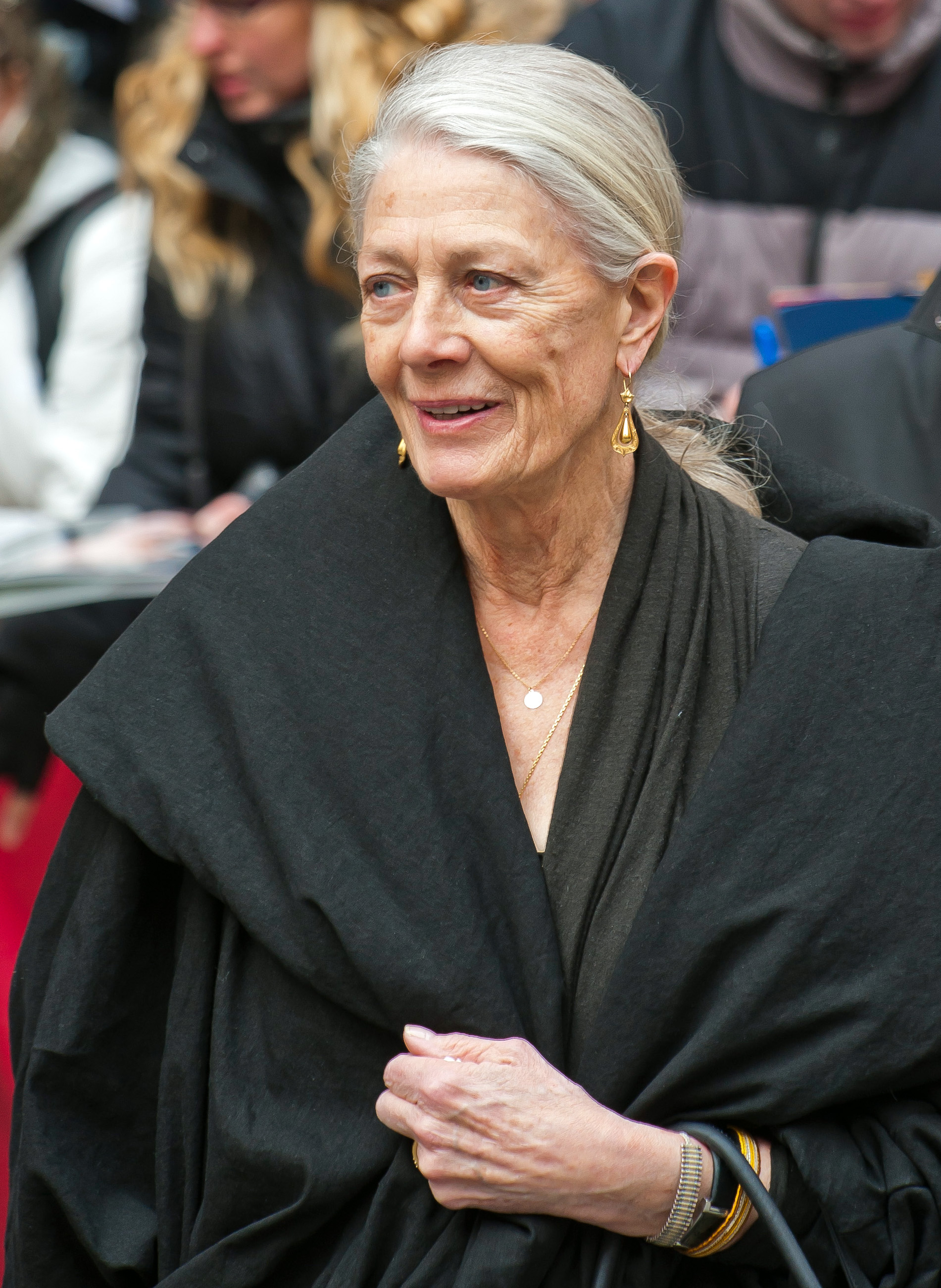
Vanessa Redgrave (* 30. leden)

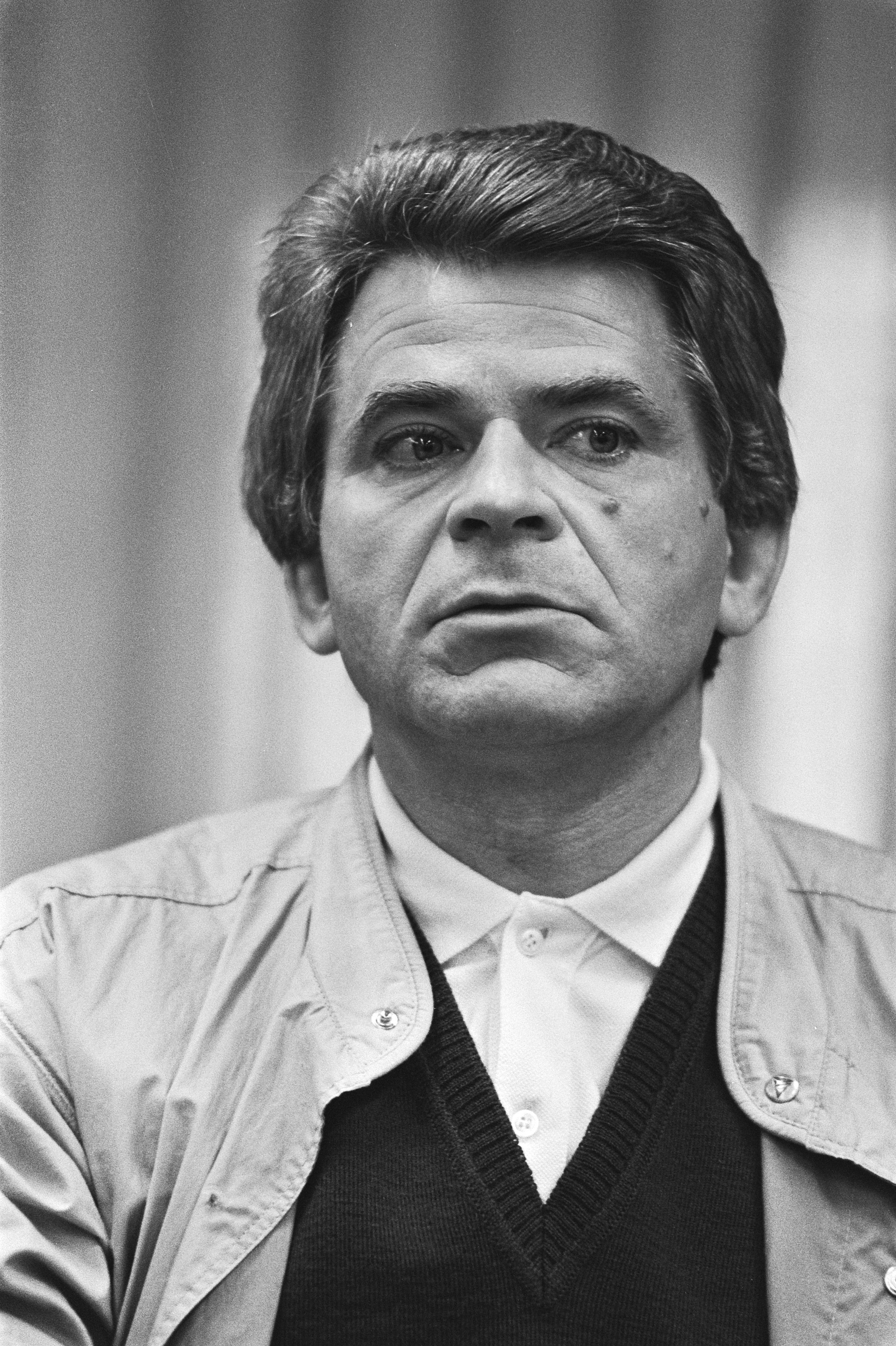
Boris Spasskij (* 30. leden)

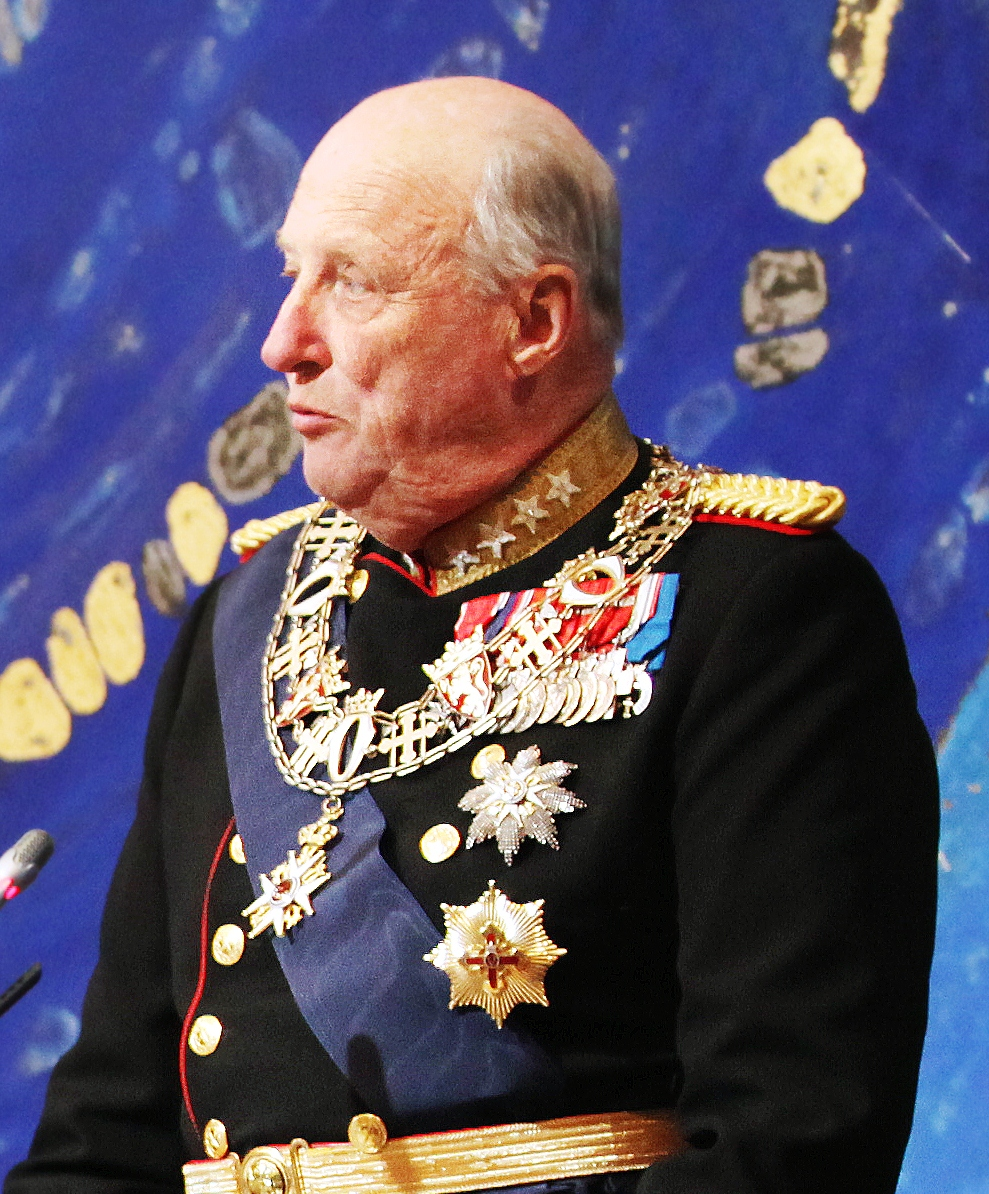
Harald V. (* 21. únor)

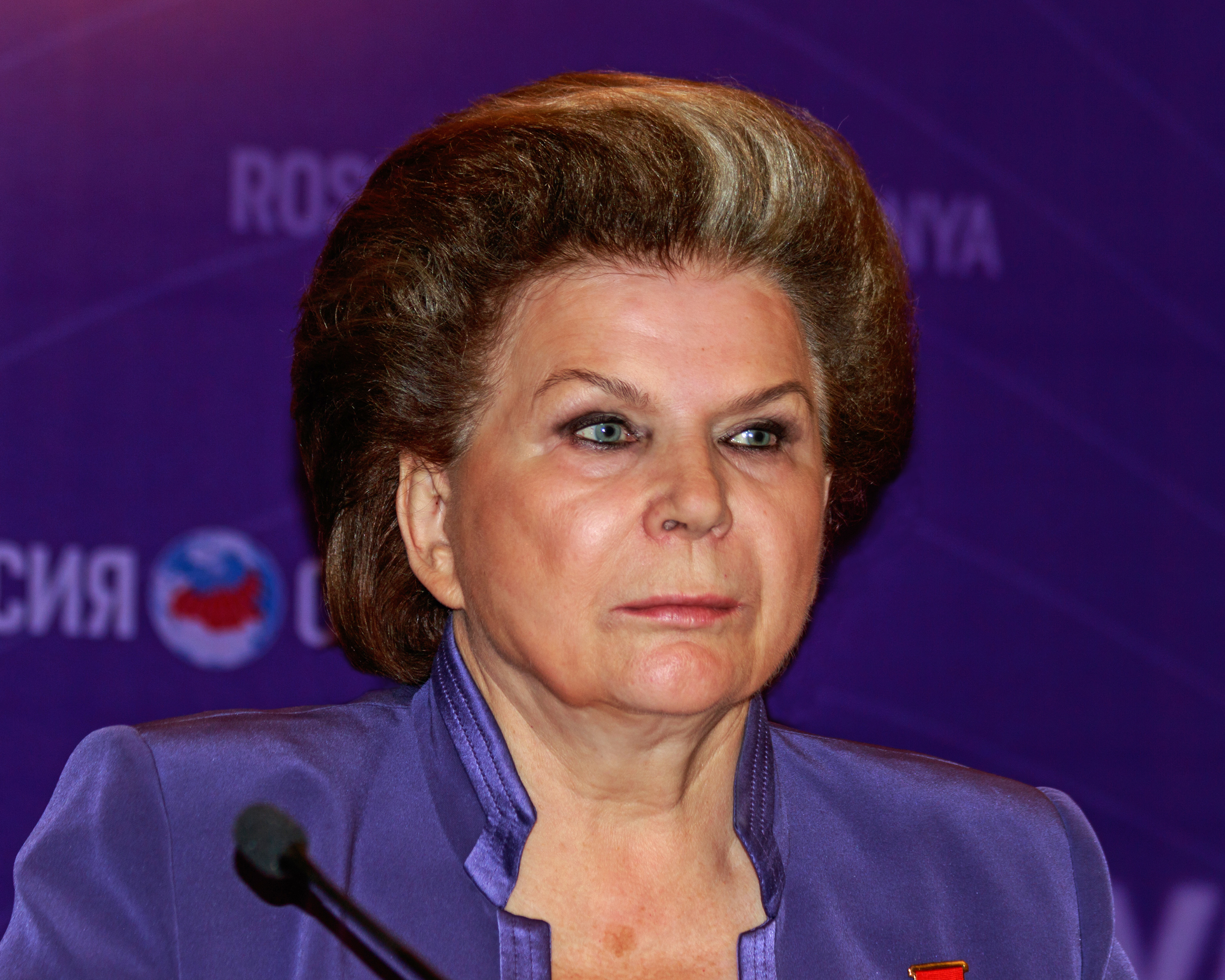
Valentina Těreškovová (* 6. březen)

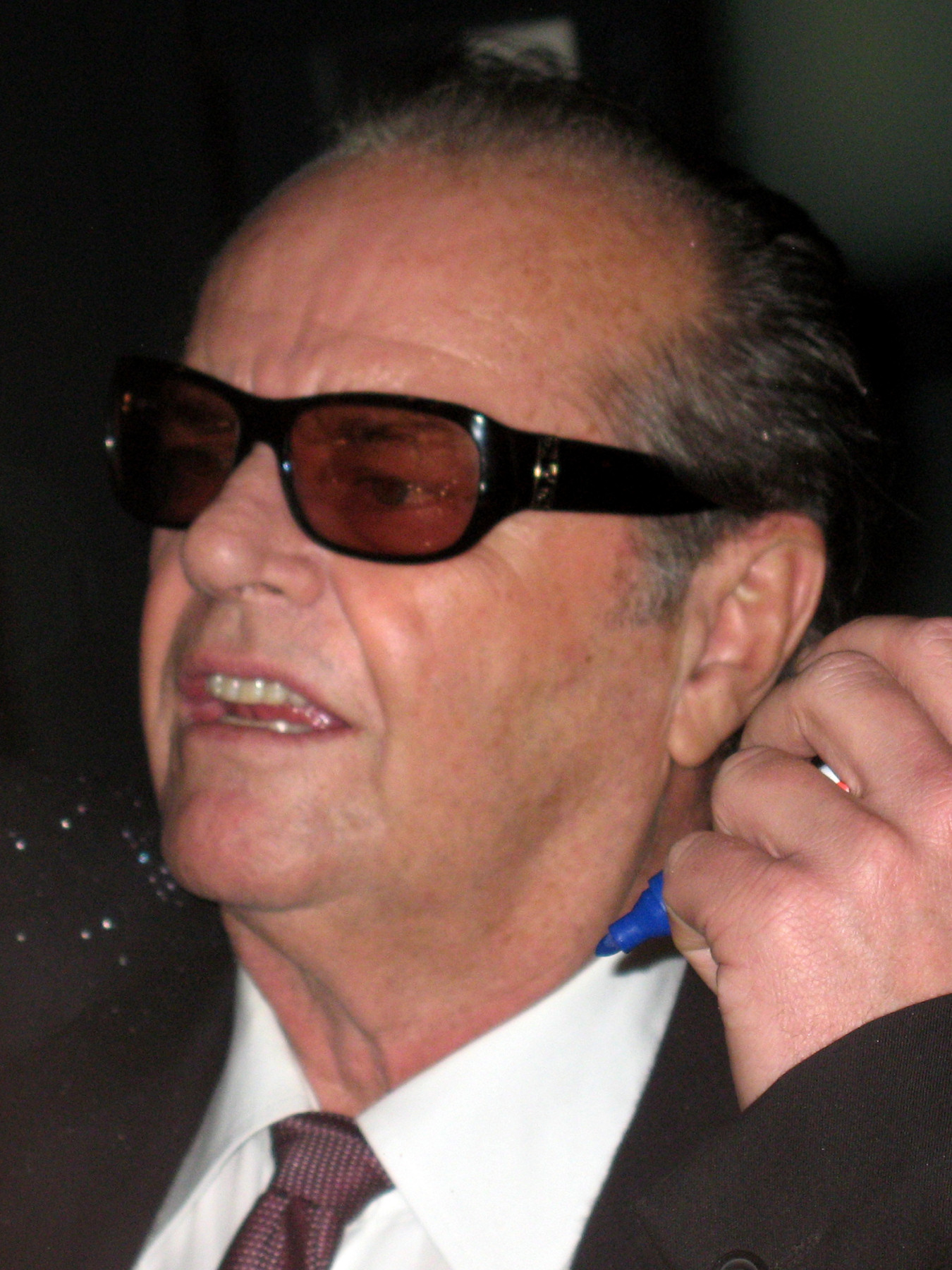
Jack Nicholson (* 22. duben)

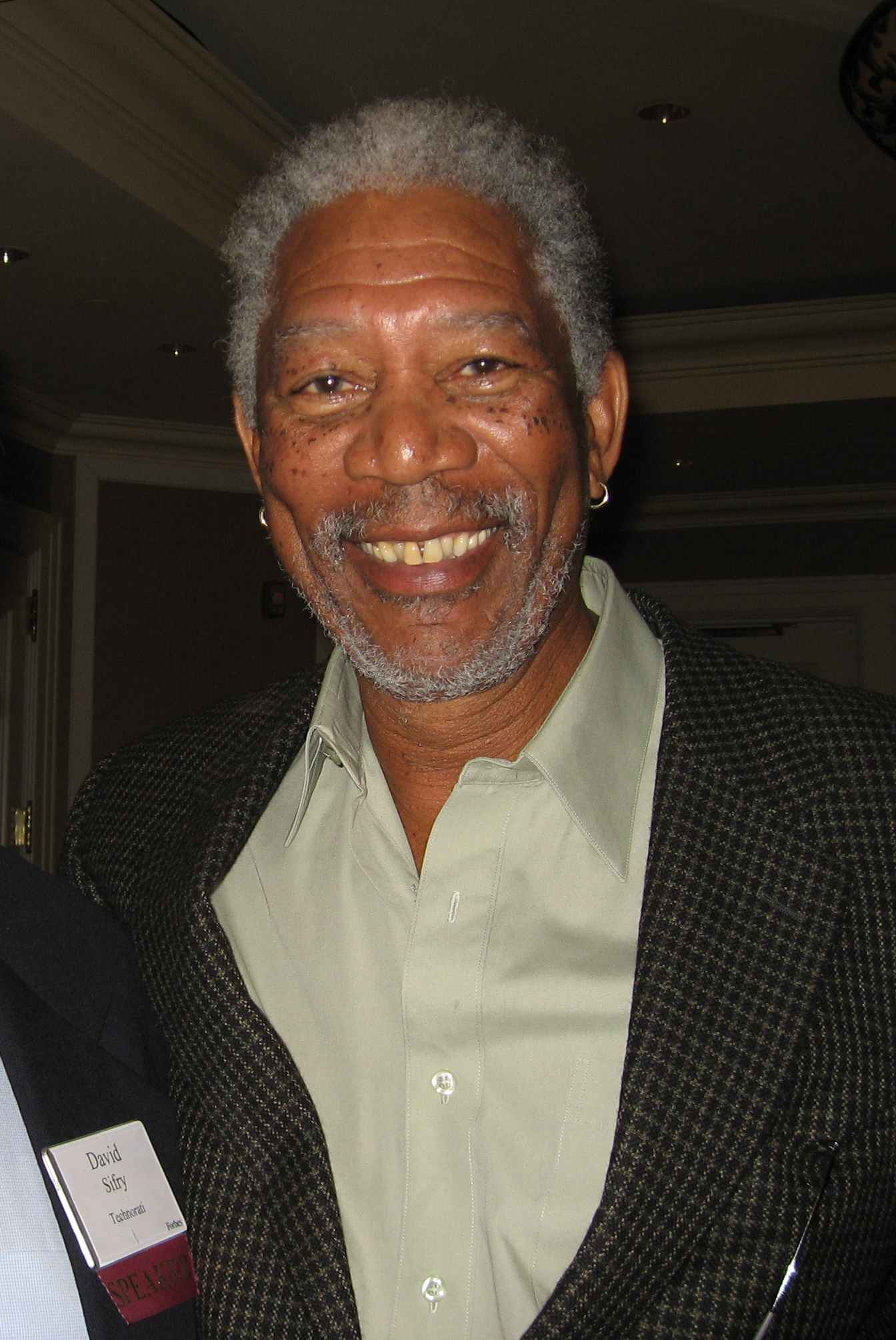
Morgan Freeman (* 1. červen)

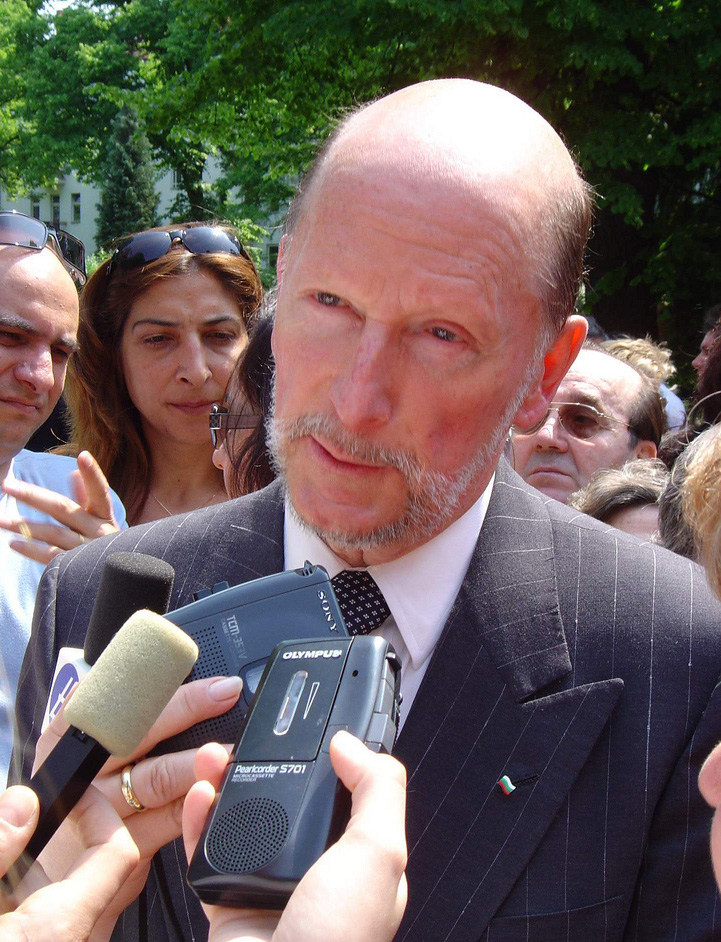
Simeon II. (* 16. červen)

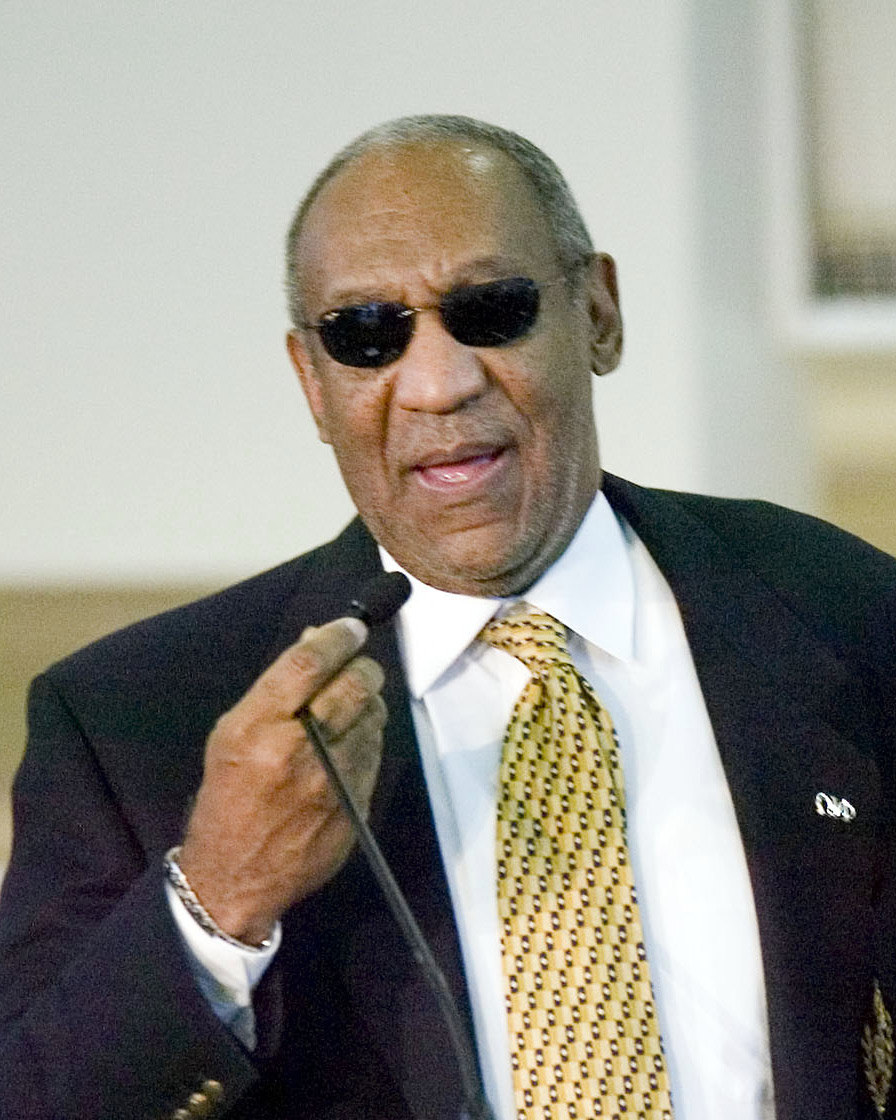
Bill Cosby (* 12. červenec)

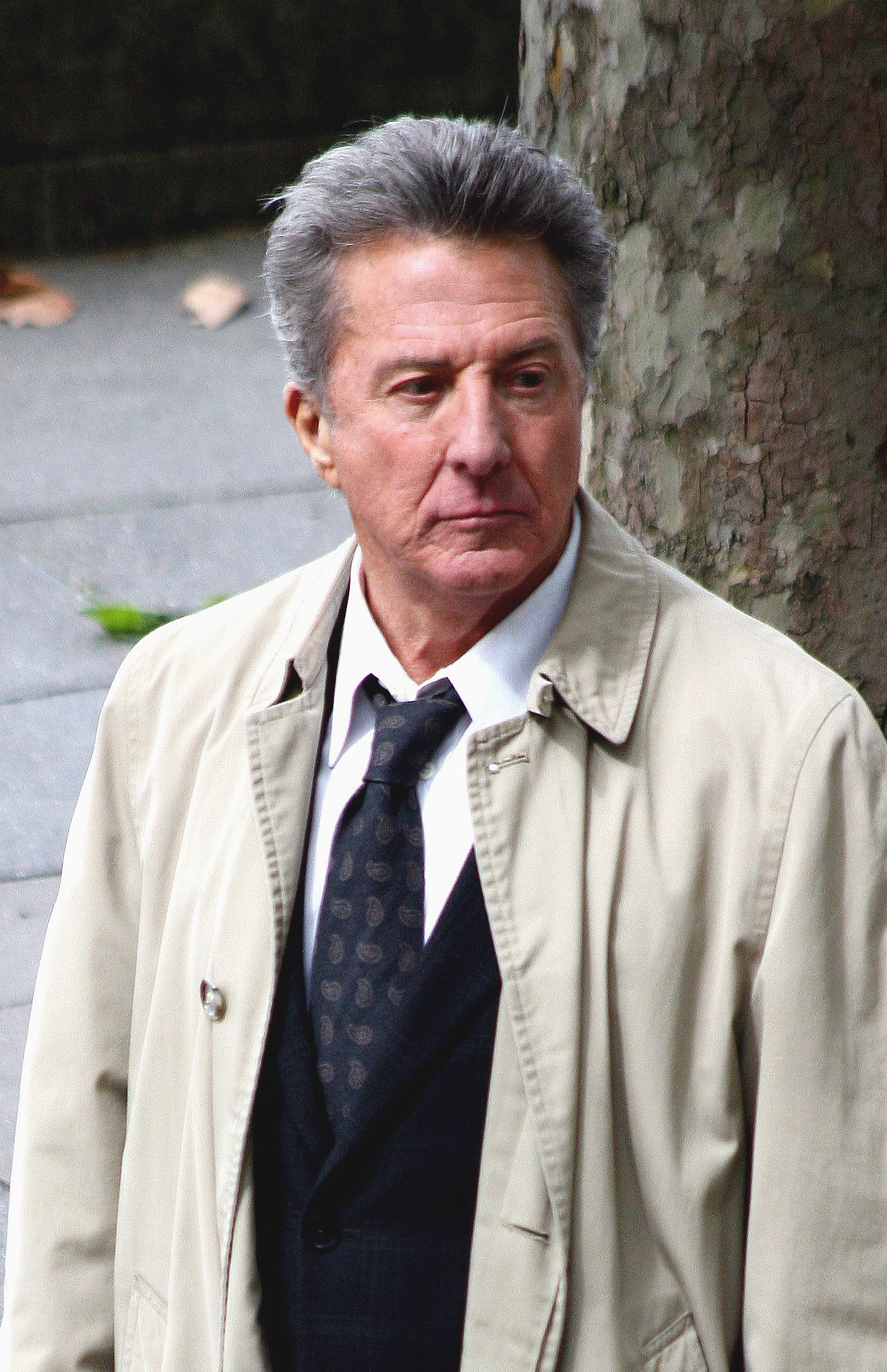
Dustin Hoffman (* 8. srpen)

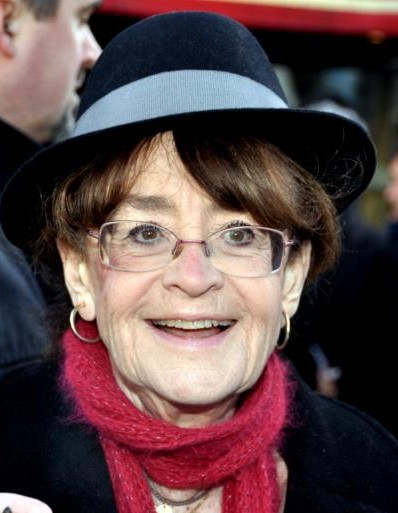
Nina Companeezová (* 26. srpen)

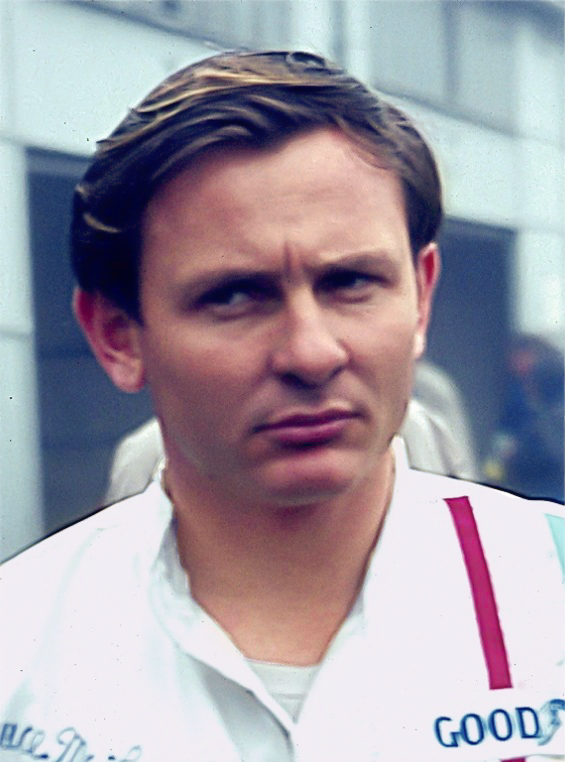
Bruce McLaren (* 30. srpen)

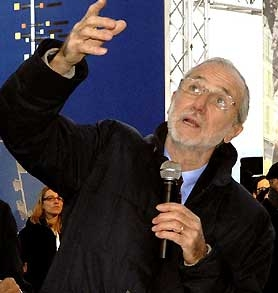
Renzo Piano (* 14. září)

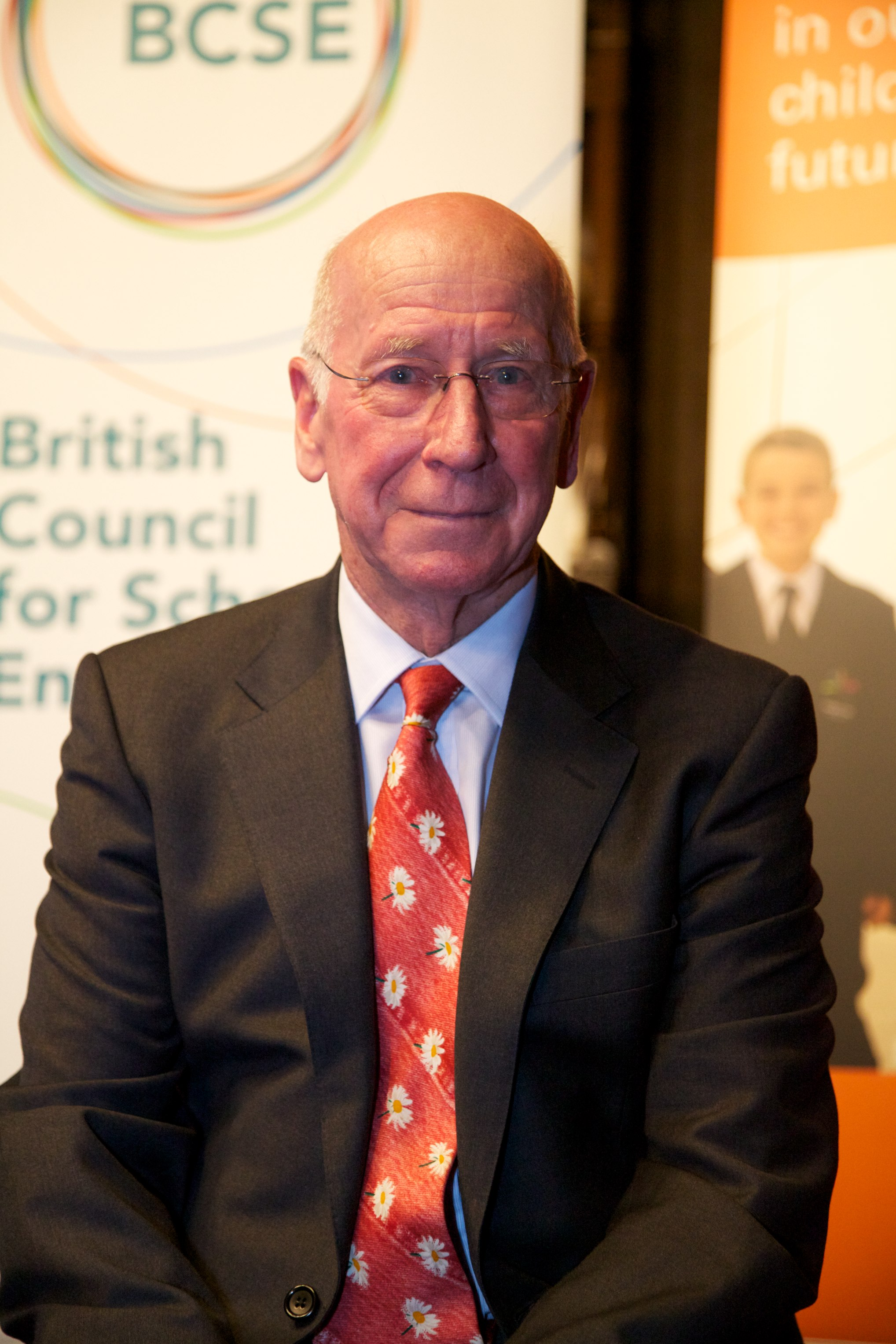
Bobby Charlton (* 11. říjen)

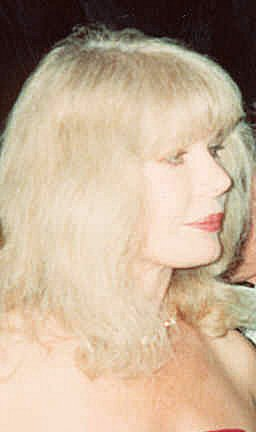
Loretta Swit (* 4. listopad)

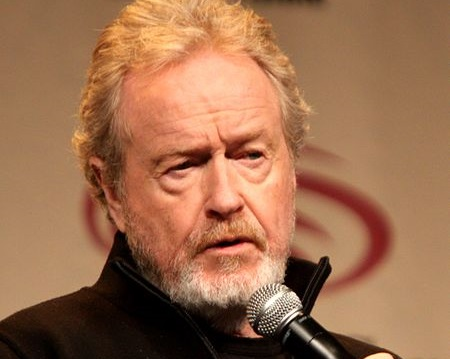
Ridley Scott (* 30. listopad)

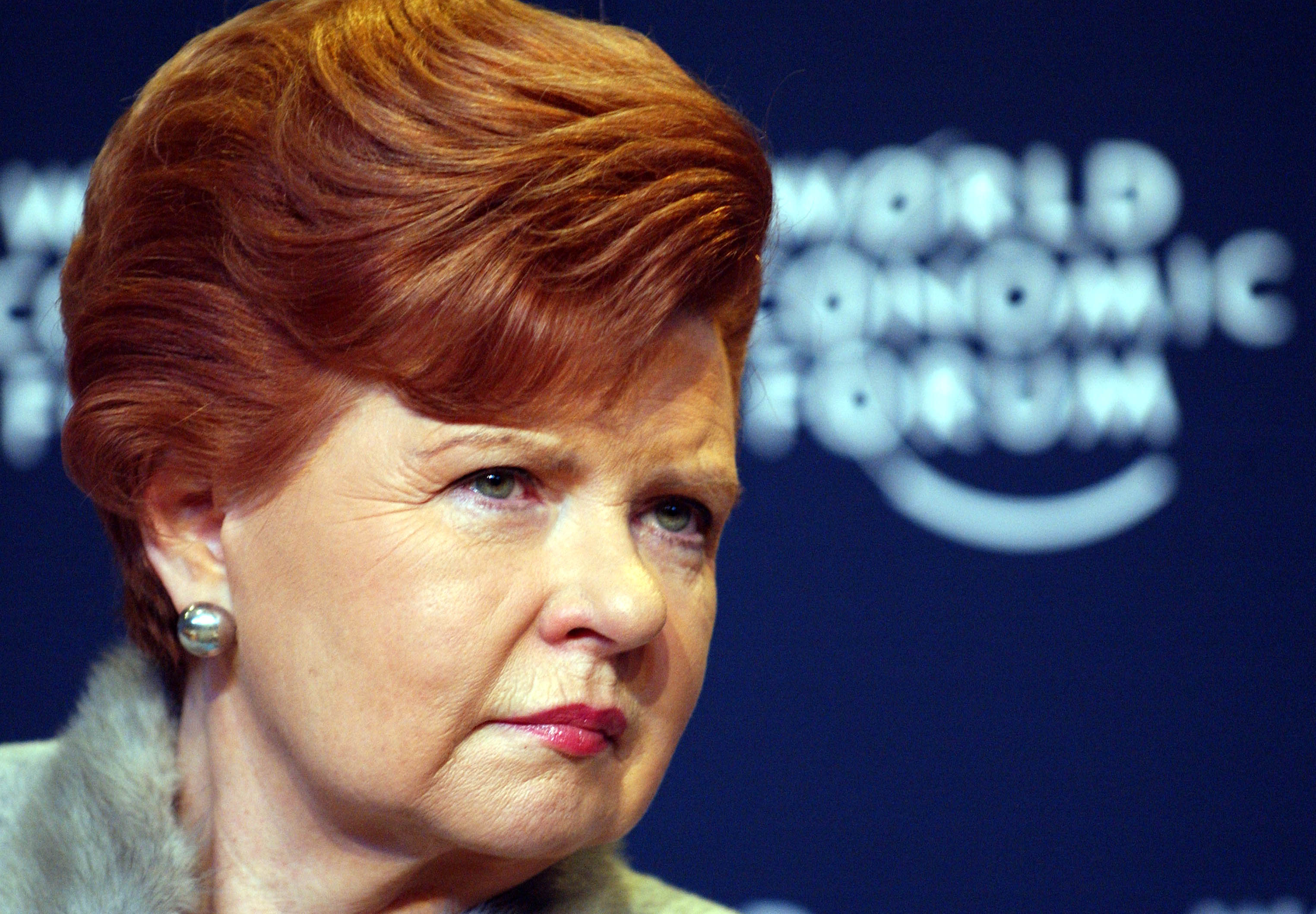
Vaira Vīķe-Freiberga (* 1. prosinec)

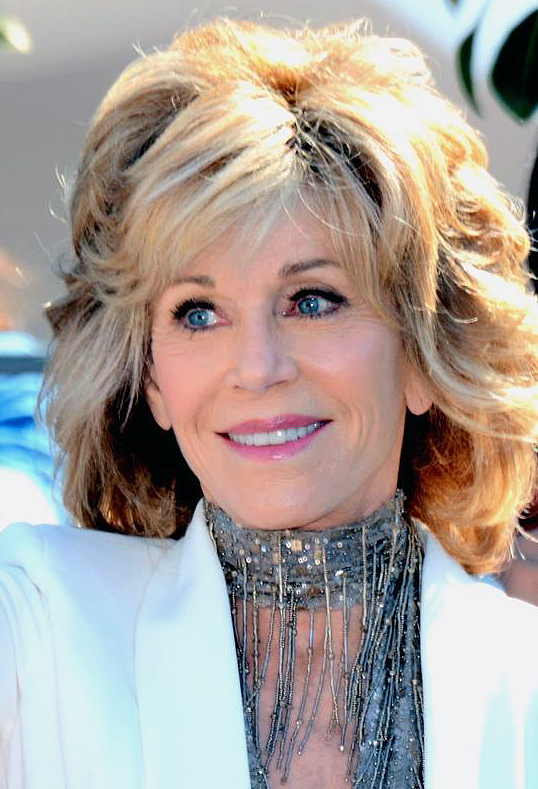
Jane Fondová (* 21. prosinec)

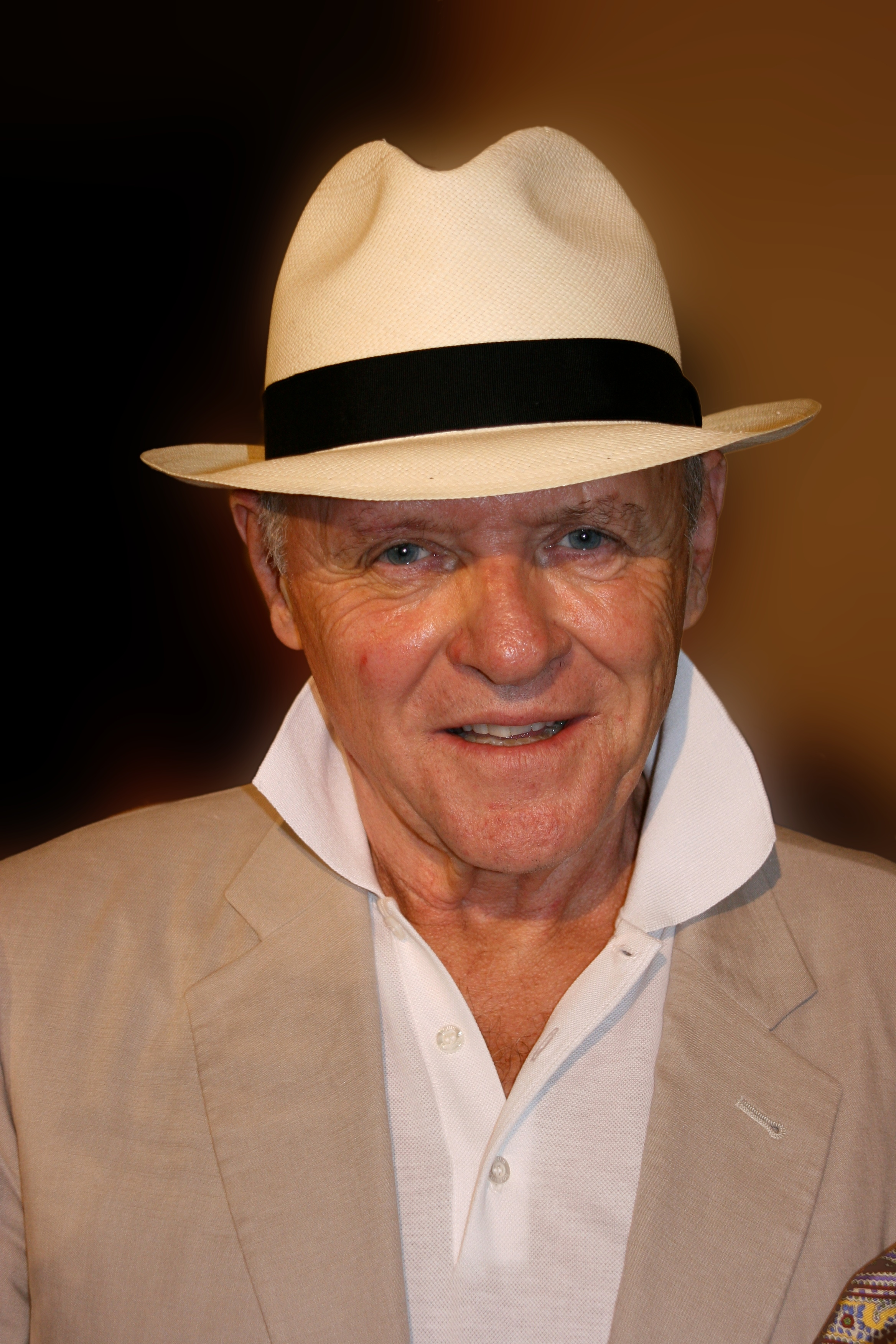
Anthony Hopkins (* 31. prosinec)

- 1. ledna – Eduardo Martínez de Pisón, španělský geograf, spisovatel, horolezec
- 6. ledna – Paolo Conte, italský zpěvák, klavírista a skladatel
- 8. ledna
  - Shirley Bassey, velšská zpěvačka
  - Peter Whitehead, britský filmový režisér († 10. června 2019)
- 9. ledna – Malcolm Cecil, anglický hudebník a hudební producent († 28. března 2021)
- 12. ledna
  - Marie Duboisová, francouzská herečka († 15. října 2014)
  - Marian Sawa, polský skladatel, varhaník, muzikolog a pedagog († 27. dubna 2005)
- 14. ledna
  - Viktor Pivovarov, ruský výtvarník žijící v Praze
  - Leo Kadanoff, americký fyzik († 26. října 2015)
- 16. ledna
  - Juraj Weincziller, slovenský horolezec, horský vůdce a kameraman († 7. prosince 1995)
  - Francis George, americký kardinál († 17. května 2015)
- 17. ledna – Alain Badiou, francouzský filozof a spisovatel
- 18. ledna
  - Jukio Endó, japonský gymnasta, několikanásobný olympijský vítěz († 25. března 2009)
  - John Hume, irský politik, Nobelova cena za mír 1998 († 3. srpna 2020)
  - Luzius Wildhaber, švýcarský právník, předseda Evropského soudu pro lidská práva († 25. března 2009)
- 19. ledna
  - Birgitta Švédská, sestra švédského krále Karla XVI. Gustava († 4. prosince 2024)
  - Joseph Nye, americký politolog
- 25. ledna – Ange-Félix Patassé, prezident Středoafrické republiky († 5. dubna 2011)
- 27. ledna – Buddy Emmons, americký kytarista († 29. července 2015)
- 29. ledna – Jeff Clyne, britský baskytarista a kontrabasista († 16. listopadu 2009)
- 30. ledna
  - Vanessa Redgraveová, britská herečka
  - Boris Spasskij, ruský šachista, mistr světa v šachu
- 31. ledna
  - Anatolij Alexejevič Karacuba, ruský matematik († 28. září 2008)
  - Suzanne Pleshette, americká herečka († 19. ledna 2008)
  - Philip Glass, americký hudební skladatel
- 1. února – Audrys Bačkis, litevský kardinál
- 3. února – Leroy Williams, americký jazzový bubeník († 2. března 2022)
- 5. února – Gaston Roelants, belgický atlet, olympijský vítěz
- 10. února
  - Roberta Flack, americká hudební pedagožka, zpěvačka, pianistka, skladatelka († 24. února 2025)
  - Jurij Pojarkov, sovětský volejbalista († 10. února 2017)
- 12. února
  - Charles Dumas, americký atlet, olympijský vítěz ve skoku do výšky († 5. ledna 2004)
  - Viktor Emanuel Savojský, syn posledního italského krále Umberta II. († 3. února 2024)
- 13. února – Rupiah Banda, prezident Zambie († 11. března 2022)
- 14. února – Michal Barnovský, slovenský historik († 31. května 2008)
- 15. února – Raymundo Damasceno Assis, brazilský kardinál
- 19. února – Klym Čurjumov, ukrajinský astronom a spisovatel († 15. října 2016)
- 20. února
  - Robert Huber, německý chemik, Nobelova cena za chemii 1988
  - Nancy Wilson, americká zpěvačka a herečka († 13. prosince 2018)
- 21. února
  - Ron Clarke, australský atlet, nejlepší světový vytrvalec šedesátých let († 17. června 2015)
  - Harald V., norský král
- 25. února
  - Gyula Zsivótzky, maďarský trojnásobný olympijský medailista v hodu kladivem († 29. září 2007)
  - Don Randi, americký jazzový klavírista
- 1. března – Jimmy Little, australský hudebník, herec a pedagog († 2. dubna 2012)
- 2. března – Abdelazíz Buteflika, alžírský prezident († 17. září 2021)
- 4. března
  - Alfredo Bonanno, italský teoretik anarchismu
  - Barney Wilen, francouzský jazzový saxofonista († 25. května 1996)
- 5. března – Olusegun Obasanjo, prezident Nigérie
- 6. března
  - Ben Keith, americký kytarista, klávesista, skladatel a producent († 26. července 2010)
  - Valentina Těreškovová, ruská kosmonautka, první žena ve vesmíru
- 8. března – Klara Gusevová, sovětská rychlobruslařka, olympijská vítězka († 12. května 2019)
- 9. března – Egon Krenz, generální tajemník komunistické strany NDR
- 13. března – Terry Cox, britský bubeník
- 15. března – Valentin Rasputin, ruský spisovatel a politik († 14. března 2015)
- 16. března
  - David Del Tredici, americký hudební skladatel († 18. listopadu 2023)
  - Attilio Nicora, italský kardinál († 22. dubna 2017)
- 19. března – Clarence Henry, americký rhythm and bluesový zpěvák.
- 20. března – Jerry Reed, americký herec, skladatel a country zpěvák († 1. září 2008)
- 22. března
  - Angelo Badalamenti, americký skladatel italského původu († 11. prosince 2022)
  - Armin Hary, německý sprinter, dvojnásobný olympijský vítěz
  - Jon Hassell, americký trumpetista († 26. června 2021)
- 27. března – Johnny Copeland, americký bluesový zpěvák a kytarista († 3. července 1997)
- 30. března
  - Warren Beatty, americký herec, producent, scenárista a režisér
  - Michel Modo, francouzský herec a scenárista († 24. září 2008)
- 5. dubna – Colin Powell, 65. ministr zahraničních věcí Spojených států amerických († 18. října 2021)
- 6. dubna
  - Gene Bertoncini, americký jazzový kytarista
  - Merle Haggard, americký countryový zpěvák a skladatel († 6. dubna 2016)
- 11. dubna – Bud Brisbois, americký trumpetista († ? 1978)
- 13. dubna – Edward Fox, britský herec
- 20. dubna – George Takei, americký herec japonského původu
- 22. dubna
  - Jack Nitzsche, americký hudebník, hudební producent a skladatel († 25. srpna 2000)
  - Jack Nicholson, americký herec
- 24. dubna – Joe Henderson, americký jazzový tenorsaxofonista († 30. června 2001)
- 28. dubna – Saddám Husajn, irácký prezident († 30. prosince 2006)
- 29. dubna – Lluís Martínez Sistach, španělský kardinál
- 30. dubna – Tony Harrison, anglický básník, dramatik a překladatel
- 4. května
  - Ron Carter, americký jazzový kontrabasista a kapelník
  - Dick Dale, americký surf rockový kytarista († 16. března 2019)
- 5. května – Tran Duc Luong, vietnamský prezident († 20. května 2025)
- 6. května – Rubin Carter, americký boxer, symbol rasové nespravedlnosti († 20. dubna 2014)
- 8. května – Thomas Pynchon, americký spisovatel
- 9. května – Rafael Moneo, španělský architekt
- 10. května
  - Mike Melvoin, americký jazzový pianista († 22. února 2012)
  - Tamara Pressová, sovětská atletka, trojnásobná olympijská vítězka
- 12. května – George Carlin, americký komik, satirik, herec, spisovatel († 22. června 2008)
- 13. května – Roger Zelazny, americký autor fantasy a science fiction († 14. června 1995)
- 15. května – Karin Krog, norská jazzová zpěvačka
- 18. května – Jacques Santer, lucemburský premiér, předseda Evropské komise
- 21. května – Mengistu Haile Mariam, prezident Etiopské lidově demokratické republiky
- 22. května
  - Tomáš Janovic, slovenský spisovatel, dramatik, novinář, textař, básník († 14. prosince 2023)
  - Guy Marchand, francouzský filmový herec, zpěvák a hudebník († 15. prosince 2023)
  - Viktor Ponědělnik, ruský fotbalista († 5. prosince 2020)
- 24. května – Archie Shepp, americký jazzový hudebník a hudební skladatel
- 31. května – Louis Hayes, americký jazzový bubeník
- 1. června
  - Morgan Freeman, americký režisér a herec
  - Jisra'el Me'ir Lau, rabím, předseda památníku holocaustu Jad vašem v Jeruzalémě
  - Colleen McCulloughová, australská spisovatelka († 29. ledna 2015)
  - Lusine Zakarjan, arménská sopranistka († 30. prosince 1992)
- 3. června – Grachan Moncur III, americký jazzový pozounista
- 4. června – Robert Fulghum, americký spisovatel, filosof, učitel, zpěvák, malíř
- 5. června – Hélène Cixous, francouzská feministka, filozofka, literární kritička, spisovatelka,
- 7. června
  - Almut Eggertová, německá herečka († 7. února 2023)
  - Juraj Višný, slovenský architekt, kulturista, herec a globetrotter
  - Dorothy Stang, americká řeholnice a bojovnice za lidská práva († 12. února 2005)
- 8. června
  - Gillian Clarke, velšská básnířka, dramatička a překladatelka
  - Bruce McCandless, americký důstojník a astronaut († 21. prosince 2017)
- 11. června
  - David Mumford, anglický matematik
  - Robin Warren, australský patolog, Nobelova cena za fyziologii a medicínu 2005 († 23. července 2024)
- 12. června – Vladimir Arnold, ruský matematik († 3. června 2010)
- 13. června – Frank Strozier, americký jazzový saxofonista
- 14. června
  - Emília Došeková, slovenská herečka, zpěvačka a televizní scenáristka († 19. dubna 2021)
  - Jørgen Leth, dánský filmový režisér a básník
- 15. června
  - Stanislav Filko, slovenský malíř († 23. října 2015)
  - Anna Hazare, indický sociální aktivista
- 16. června
  - Waylon Jennings, americký countryový zpěvák, skladatel a kytarista († 13. února 2002)
  - Simeon II., bývalý bulharský car a ministerský předseda
- 17. června – Ted Nelson, americký sociolog, filozof a průkopník informačních technologií
- 19. června
  - André Glucksmann, francouzský filozof a politolog († 10. listopadu 2015)
  - Arno Herzig, německý historik novodobých dějin
- 20. června – Piero Heliczer, italský filmový režisér, herec a básník († 22. července 1993)
- 22. června – Bernie McGann, australský jazzový saxofonista († 17. září 2012)
- 23. června – Martti Ahtisaari, prezident Finska a nositel Nobelovy ceny míru za rok 2008 († 16. října 2023)
- 25. června
  - Keizó Obuči, předseda japonské vlády († 14. května 2000)
  - Eddie Floyd, americký zpěvák
  - Nawwáf al-Ahmad al-Džábir as-Sabáh, kuvajtský emír († 16. prosince 2023)
- 26. června
  - Robert Coleman Richardson, americký fyzik, Nobelova cena 1996 († 19. února 2013)
  - Reggie Workman, americký jazzový kontrabasista
- 27. června – Joseph Allen, americký astronaut
- 28. června – Ahmed Jásin, spoluzakladatel palestinské polovojenské politické organizace Hamás († 22. března 2004)
- 2. července – Majda Sepe, slovinská zpěvačka († 11. dubna 2006)
- 4. července – Sonja Norská, manželka norského krále Haralda V.
- 6. července
  - Jigal Šilo, izraelský archeolog († 14. listopadu 1987)
  - Vladimir Ashkenazy, islandský dirigent a klavírní virtuos ruského původu
- 7. července – Giovanni Arrighi, italský sociolog a politický ekonom († 18. června 2009)
- 9. července – David Hockney, anglický malíř, kreslíř, grafik, scénograf a fotograf
- 12. července
  - Bill Cosby, americký herec, spisovatel, televizní producent, hudebník
  - Lionel Jospin, francouzský premiér
- 13. července – Vladimir Lukin, ruský liberální politický aktivista, politik, diplomat a historik
- 14. července – Joširó Mori, japonský politik
- 18. července
  - Roald Hoffmann, americký chemik, Nobelova cena za chemii 1981
  - Hunter S. Thompson, americký novinář a spisovatel
- 19. července – Bibb Latané, americký sociální psycholog
- 21. července
  - Eduard Strelcov, ruský fotbalový útočník († 22. července 1990)
  - David Palmer, britský aranžér a hráč na klávesové nástroje
- 28. července – Francis Veber, francouzský herec, dramatik, scenárista, režisér a producent
- 29. července
  - Rjútaró Hašimoto, premiér Japonska († 1. července 2006)
  - Daniel McFadden, americký ekonom, nositel Nobelovy ceny za ekonomii 2000
- 30. července – James Spaulding, americký jazzový saxofonista a flétnista
- 2. srpna
  - Gundula Janowitz, rakouská lyrická sopranistka
  - Garth Hudson, kanadský multiinstrumentalista
- 4. srpna – David Bedford, britský hudebník a skladatel († 1. října 2011)
- 6. srpna – Charlie Haden, americký jazzový kontrabasista († 11. července 2014)
- 7. srpna – Magic Slim, americký bluesový kytarista a zpěvák († 21. února 2013)
- 8. srpna
  - Adam Roarke, americký herec († 27. dubna 1996)
  - Dustin Hoffman, americký herec
- 9. srpna – Renato Longo, italský cyklokrosař († 8. června 2023)
- 11. srpna – Shel Talmy, americký hudební producent a skladatel († 13. listopadu 2024)
- 16. srpna – Peter Burke, britský historik
- 18. srpna – Edward Stachura, polský spisovatel, překladatel, písničkář († 24. července 1979)
- 20. srpna – Paul Hampton, americký herec, textař a hudební skladatel
- 21. srpna – Robert Stone, americký spisovatel a scenárista († 10. ledna 2015)
- 26. srpna – Nina Companeezová, francouzská scenáristka a režisérka († 9. dubna 2015)
- 27. srpna – Alice Coltrane, americká jazzová klavíristka, varhanice, harfistka a skladatelka († 12. ledna 2007)
- 28. srpna – Joe Osborn, americký baskytarista († 14. prosince 2018)
- 30. srpna – Bruce McLaren, zakladatel stáje McLaren, která závodí ve Formuli 1 († 2. června 1970)
- 31. srpna
  - Bobby Parker, americký bluesový kytarista a zpěvák. († 31. října 2013)
  - Gunter Hampel, německý jazzový hudebník
- 1. září
  - Francisco Pinto Balsemão, portugalský politik
  - Allen Jones, britský pop-artový malíř, sochař a grafik
- 2. září – Derek Fowlds, britský herec (†17. ledna 2020)
- 4. září – Dawn Fraserová, australská plavkyně
- 5. září – William Devane, americký filmový a televizní herec
- 7. září – Stanley Griggs, americký astronaut († 17. června 1989)
- 10. září – Jared Diamond, americký vědec a spisovatel
- 11. září
  - Robert Crippen, americký astronaut
  - Paola Belgická, belgická královna
- 14. září
  - Joseph Jarman, americký jazzový hudebník a kněz
  - Renzo Piano, italský architekt
- 15. září
  - Giuseppe Puglisi, italský kněz, odpůrce mafie, zavražděn, blahoslavený († 15. září 1994)
  - Robert Lucas mladší, americký ekonom, nositel Nobelovy ceny za ekonomii 1995 († 15. května 2023)
  - Fernando de la Rúa, argentinský politik, právník, pedagog a prezident († 9. července 2019)
- 17. září – Albertine Sarrazinová, francouzská spisovatelka a básnířka († 10. července 1967)
- 28. září
  - Rod Roddy, americký herec († 27. října 2003)
  - Robert Schul, americký olympijský vítěz v běhu na 5000 metrů († 16. června 2024)
- 29. září – Marlo Morganová, americká lékařka a spisovatelka
- 1. října
  - Ivo Maroević, chorvatský muzeolog a historik umění († 20. ledna 2007)
  - Matthew Carter, britský typograf
- 4. října – Franz Vranitzky, kancléř Rakouska
- 6. října – Mario Capecchi, italo-americký molekulární genetik, Nobelova cena 2007
- 7. října – Chet Powers, americký zpěvák, kytarista a hudební skladatel († 16. listopadu 1994)
- 11. října – Bobby Charlton, anglický fotbalista († 21. října 2023)
- 12. října – Robert Mangold, americký minimalistický malíř
- 19. října – Teresa Ciepły, polská sprinterka, olympijská vítězka († 8. března 2006)
- 25. října – Ignacio Carrasco de Paula, španělský katolický biskup, lékař, filosof a teolog
- 28. října – Graham Bond, britský hudebník († 8. května 1974)
- 31. října – Tom Paxton, americký folkový písničkář, zpěvák a kytarista
- 4. listopadu – Loretta Switová, americká televizní, filmová a divadelní herečka († 30. května 2025)
- 6. listopadu – Garry Gross, americký módní fotograf († 30. listopadu 2010)
- 8. listopadu – Jozef Jankovič, slovenský sochař, malíř a grafik († 6. června 2017)
- 9. listopadu – Cliff Bole, americký režisér († 15. února 2014)
- 12. listopadu – Richard Truly, americký astronaut († 27. února 2024)
- 15. listopadu
  - Little Willie John, americký R&B zpěvák († 26. května 1968)
  - Yaphet Kotto, americký herec († 15. března 2021)
- 18. listopadu – Wolf Rüdiger Hess, architekt, syn nacistického politika Rudolfa Hesse († 24. října 2001)
- 21. listopadu – Svetlana Radović, černohorská architektka († 8. listopadu 2000)
- 25. listopadu – Kazimieras Antanavičius, litevský ekonom, politik († 16. dubna 1998)
- 26. listopadu
  - Boris Jegorov, sovětský lékař a kosmonaut († 12. září 1994)
  - Bob Babbitt, americký baskytarista († 16. července 2012)
- 30. listopadu
  - Tom Simpson, britský cyklista († 13. července 1967)
  - Bob Widlar, americký vynálezce v oboru elektroniky († 27. února 1991)
  - Ridley Scott, britský režisér, producent, a scenárista
  - Dragoslav Šekularac, jugoslávský fotbalista a trenér srbské národnost († 5. ledna 2019)
- 1. prosince
  - Gore Crosse, anglický skladatel
  - Vaira Vīķe-Freibergová, lotyšská politička
- 2. prosince – Brian Lumley, britský spisovatel fantasy hororu († 2. ledna 2024)
- 4. prosince – Ernie Carson, americký kornetista, klavírista a zpěvák († 9. ledna 2012)
- 9. prosince – Dušan Vančura, zpěvák, kontrabasista, textař a překladatel († 16. dubna 2020)
- 10. prosince – Don Sebesky, americký jazzový pozounista, klávesista a skladatel († 29. dubna 2023)
- 11. prosince – Sokrat Džindžolija, předseda rady ministrů Abcházie
- 12. prosince
  - Buford Pusser, šerif z McNairy County († 21. srpna 1974)
  - Michael Jeffery, generální guvernér Austrálie († 18. prosince 2020)
- 15. prosince – John Thomas Sladek, americký spisovatel vědeckofantastické literatury († 10. března 2000)
- 16. prosince – Joe Farrell, americký jazzový saxofonista a flétnista († 10. ledna 1986)
- 17. prosince – John Kennedy Toole, americký spisovatel († 26. března 1969)
- 18. prosince – Moše Šaron, izraelský arabista a islamolog
- 21. prosince
  - Jane Fondová, americká herečka, spisovatelka, politická aktivistka
  - David Levy, ministr zahraničních věcí Izraele († 2. června 2024)
- 23. prosince – Karol Bobko, americký astronaut († 17. srpna 2023)
- 24. prosince – Bernt Rosengren, švédský jazzový saxofonista († 15. května 2023)
- 26. prosince
  - John Horton Conway, britský matematik († 11. dubna 2020)
  - Gnassingbe Eyadéma, prezident Toga († 5. února 2005)
- 27. prosince – Dale Russell, kanadský paleontolog a geolog († 21. prosince 2019)
- 29. prosince – Maumoon Abdul Gayoom, prezident Maledivské republiky
- 30. prosince – Gordon Banks, anglický fotbalový brankář († 12. února 2019)
- 31. prosince
  - Avram Herško, izraelský biolog, nositel Nobelovy ceny za chemii
  - Anthony Hopkins, britský a americký herec, režisér a hudební skladatel

## Úmrtí
Automatický abecedně řazený seznam viz Kategorie:Úmrtí v roce 1937

### Česko

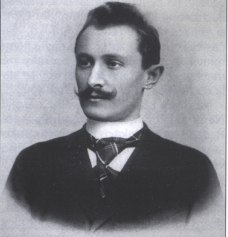
František Xaver Šalda († 4. duben)

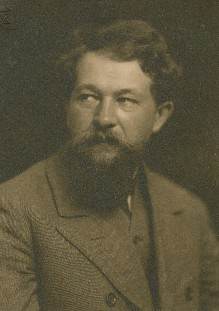
Josef Mařatka († 20. duben)

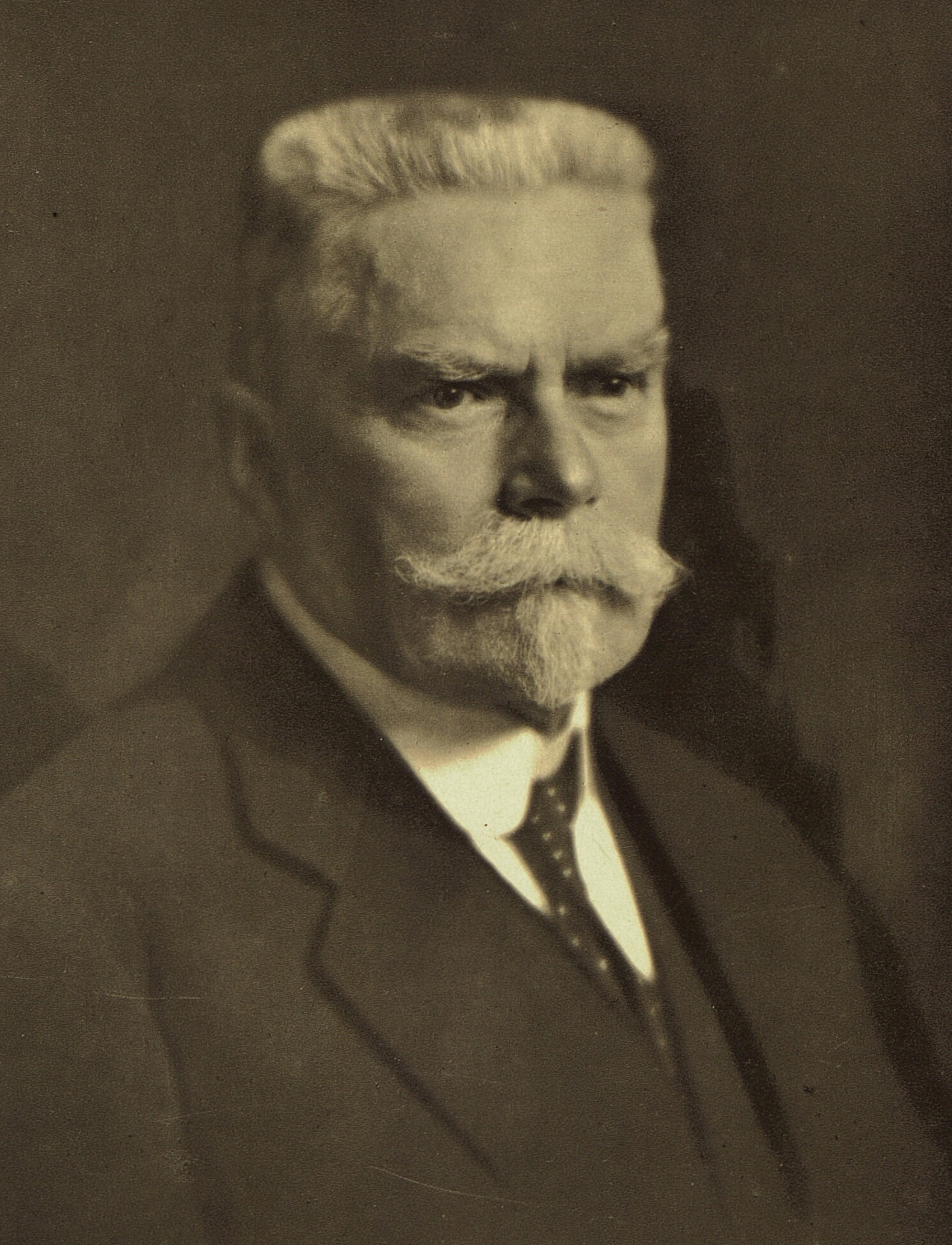
Karel Kramář († 26. květen)

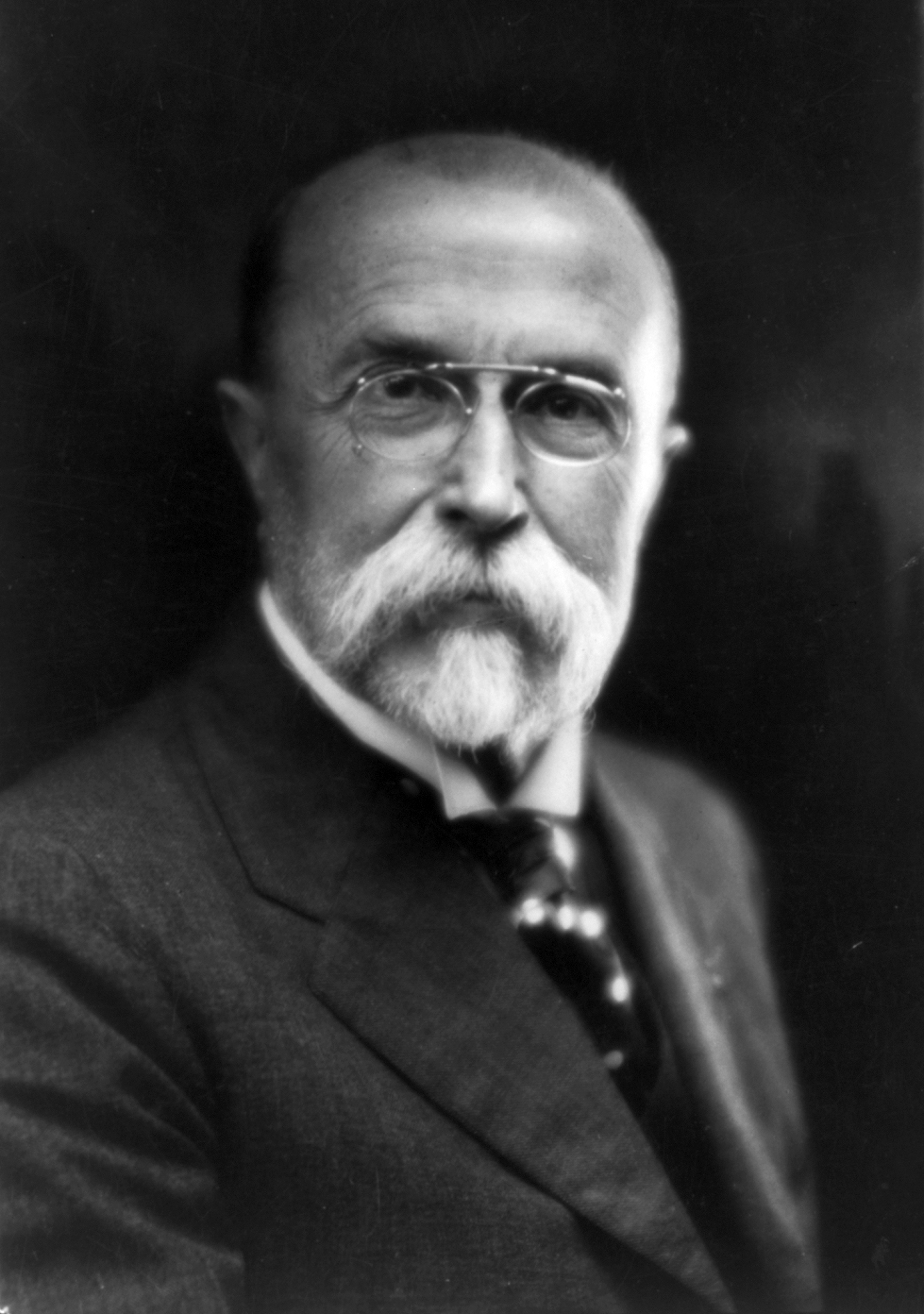
Tomáš Garrigue Masaryk († 14. září)

- 3. ledna – Richard Weiner, spisovatel (* 6. listopadu 1884)
- 4. ledna
  - Václav František Rudolf, spisovatel, malíř, fotograf a divadelník (* 17. října 1851)
  - Vincenc Drbohlav, kněz, vlastenec a spisovatel (* 26. srpna 1861)
- 23. ledna – Josef Pekař, historik (* 12. dubna 1870)
- 17. února – Marie Kalašová, spisovatelka a překladatelka (* 26. listopadu 1852)
- 5. března – Jan Knies, archeolog a geolog (* 26. listopadu 1860)
- 23. března – Karel Josef Barvitius, hudební skladatel a nakladatel († 9. prosince 1864)
- 27. března
  - Josef Vraný, novinář a politik (* 9. května 1874)
  - Kajetán Tichý, kantor a hudební skladatel (* 23. února 1859)
- 28. března – Josef Klička, varhaník, houslista, hudební skladatel a pedagog (* 15. prosince 1855)
- 31. března – Eduard Löhnert, československý politik německé národnosti (* 13. června 1872)
- 4. dubna
  - Antonín Basl, geograf, historik, legionář a velitel Vojenského zeměpisného ústavu (* 1. února 1889)
  - František Lukavský, politik (* 10. října 1874)
  - František Xaver Šalda, literární kritik (* 22. prosince 1867)
  - Leopold Pokorný, interbrigadista (* 8. května 1904)
- 12. dubna – Ľudovít Labaj, politik, ministr, poslanec a senátor (* 11. dubna 1886)
- 20. dubna – Josef Mařatka, sochař, žák J. V. Myslbeka a spolupracovník Augusta Rodina (* 21. května 1874)
- 29. dubna – Anton Günther, lidový básník a písničkář Krušnohoří (* 5. června 1876)
- 3. května – Eduard Held, starosta města Zákupy (* 1863)
- 8. května – Josef Fiedler, fotograf (* 20. července 1866)
- 9. května – Břetislav Tolman, profesor vodního stavitelství, rektor ČVUT (* 21. června 1873)
- 12. května – Josef Volf, historik (* 7. února 1878)
- 19. května – Karel Babánek, básník, spisovatel a dramatik (* 15. července 1872)
- 24. května – Igor Hrušovský, politik (* 21. února 1879)
- 26. května
  - Jan Minařík, malíř (* 15. prosince 1862)
  - Karel Kramář, politik (* 27. prosince 1860)
- 5. června – Jaroslav Charfreitág, obchodník, fotograf a cestovatel (* 28. října 1877)
- 6. června – Marie Gardavská, malířka hanáckého folkloru (* 14. března 1871)
- 22. června – Karel Špaček, rektor Českého vysokého učení technického (* 23. května 1866)
- 26. června – Václav Tille, spisovatel (* 16. února 1867)
- 13. července – Jaroslav Šafařovič, ředitel Národního divadla v Praze (* 27. března 1866)
- 23. července – Josef Šrámek, slezský zemský prezident (* 14. března 1875)
- 5. srpna – Karel Haak, hudební skladatel (* 4. června 1853)
- 8. srpna – Antonín Breitenbacher, kněz, historik a archivář (* 12. února 1874)
- 18. srpna – Antonín Hradil, varhaník, dirigent, hudební skladatel a pedagog (* 5. dubna 1874)
- 29. srpna – Walter Seidl, slezský, německy píšící spisovatel (* 17. dubna 1905)
- 31. srpna – Alois Horák, politik (* 28. března 1865)
- 2. září – Franz Link, československý politik německé národnosti (* 13. července 1869)
- 9. září – Jan Honsa, malíř a grafik (* 8. června 1876)
- 11. září – Rudolf Laube, politik (* 3. listopadu 1878)
- 13. září – Rudolf Gudrich, zakladatel českého hasičstva ve Slezsku (* 10. března 1862)
- 14. září – Tomáš Garrigue Masaryk, československý prezident (* 7. března 1850)
- 29. září – Marie Zdeňka Baborová-Čiháková, botanička a zooložka (* 17. ledna 1877)
- 5. října – Stanislav Marák, politik (* 13. listopadu 1873)
- 10. října – Josef Paldus, vojenský archivář a historický geograf (* 22. března 1863)
- 17. října – Jan František Hruška, etnograf a spisovatel (* 6. června 1865)
- 20. října – Josef Přibík, hudební skladatel a dirigent (* 11. března 1855)
- 31. října – Jan Hrouda, politik (* 23. července 1879)
- 5. listopadu – Josef Rovenský, filmový režisér (* 17. dubna 1894)
- 25. listopadu – Josef Sakař, kněz, středoškolský pedagog a historik (* 29. dubna 1870)
- 1. prosince – Jaroslav Bidlo, historik (* 17. listopadu 1868)
- 4. prosince – Josef Václav Najman, ministr železnic a ministr průmyslu, obchodu a živností (* 20. dubna 1882)
- 8. prosince – Viktor Tietz, šachista německé národnosti (* 13. ledna 1859)
- 12. prosince – Karol Medvecký, československý politik slovenské národnosti (* 10. června 1875)
- 15. prosince – Albert Redlhammer mladší, podnikatel v sklářském a bižuterním průmyslu (* 15. listopadu 1858)
- 25. prosince – František Žákavec, historik umění (* 23. února 1878)
- ? – Jan Miller, politik (* 1870)

### Svět

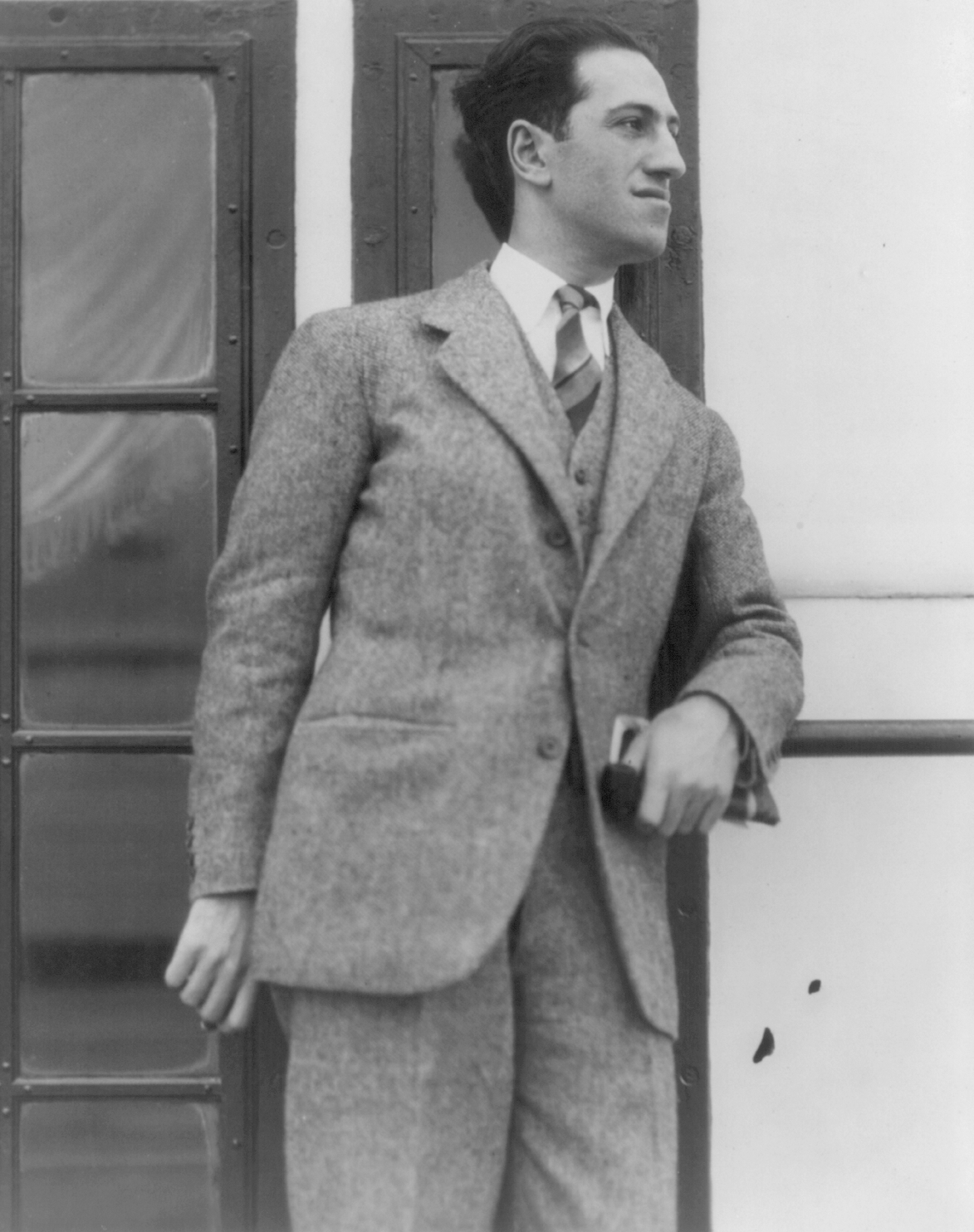
George Gershwin († 11. červenec)

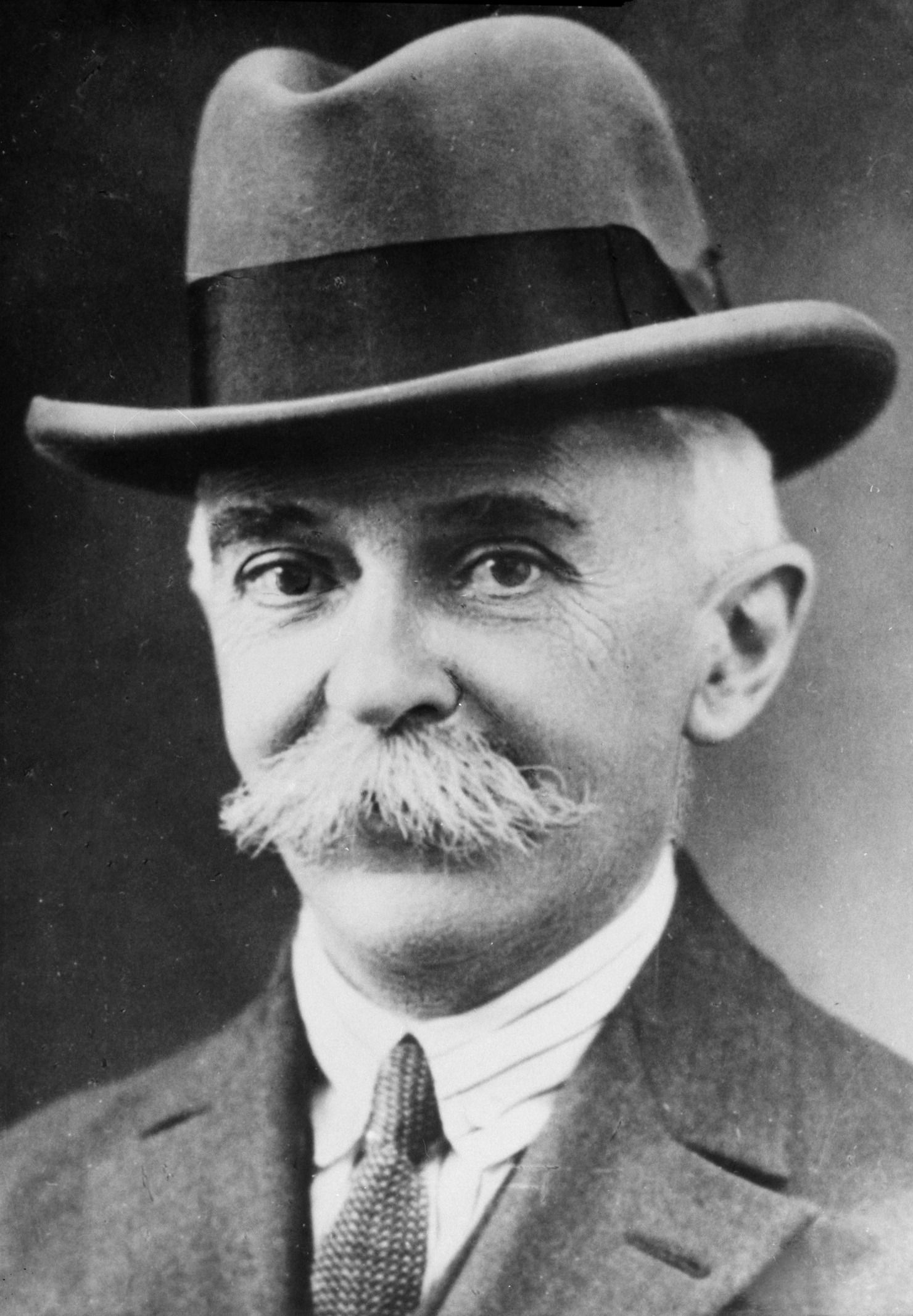
Pierre de Coubertin († 2. září)

- 6. ledna – André Bessette, kanadský římskokatolický řeholník, světec (* 9. srpna 1845)
- 27. ledna – Johannes Warns, protestantský teolog (* 21. ledna 1874)
- 30. ledna – Georgij Pjatakov, sovětský politik a člen Levé opozice (* 18. srpna 1890)
- 5. února – Lou Andreas-Salomé, německá spisovatelka a psycholožka (* 12. února 1861)
- 7. února – Elihu Root, americký právník a politik, nositel Nobelovy ceny míru (* 15. února 1845)
- 15. února – Vincenzo Lancia, italský automobilový konstruktér a závodník (* 24. srpna 1881)
- 18. února
  - Grigorij Konstantinovič Ordžonikidze, gruzínský a sovětský politik (* 24. října 1886)
  - Wilhelm Michaelsen, německý zoolog (* 9. října 1860)
- 19. února – Horacio Quiroga, uruguayský spisovatel (* 31. prosince 1879)
- 25. února – Artur Payr, rakouský architekt a vysokoškolský profesor (* 20. listopadu 1880)
- 6. března – Rudolf Otto, německý luteránský teolog (* 25. září 1869)
- 7. března – Waldemar Titzenthaler, německý fotograf (* 19. srpna 1869)
- 8. března – Howie Morenz, kanadský hokejista (* 21. září 1902)
- 10. března – Jevgenij Zamjatin, ruský spisovatel (* 1. února 1884)
- 12. března – Charles-Marie Widor, francouzský varhaník a skladatel (* 21. února 1844)
- 13. března – Elihu Thomson, americký vynálezce (* 29. března 1853)
- 15. března
  - Howard Phillips Lovecraft, americký básník a spisovatel (* 20. srpna 1890)
  - Paul Kutter, lucemburský fotograf (* 5. října 1863)
- 16. března – Léopold-Émile Reutlinger, francouzský fotograf (* 17. března 1863)
- 17. března – Austen Chamberlain, britský státník (* 16. října 1863)
- 12. dubna – Milan Srškić, předseda vlády Království Jugoslávie (* 3. února 1880)
- 27. dubna – Antonio Gramsci, italský politik, publicista a marxistický filosof (* 23. ledna 1891)
- 23. května – John D. Rockefeller, americký průmyslník (* 8. července 1839)
- 27. května – Frederic Eugene Ives, americký fotograf a vynálezce (* 17. února 1856)
- 28. května – Alfred Adler, rakouský lékař a psycholog (* 7. února 1870)
- 2. června
  - Louis Vierne, francouzský varhaník a skladatel (* 8. října 1870)
  - Richard Aldrich, americký hudební kritik (* 31. července 1863)
  - William Niven, americký mineralog a archeolog (* 6. října 1850)
- 11. června – Jona Jakir, komunistický politik, sovětský vojenský velitel a teoretik (* 3. srpna 1896)
- 12. června
  - Jeronim Uborevič, carský důstojník, později sovětský vojenský velitel (* 14. ledna 1896)
  - Michail Tuchačevskij, maršál Sovětského svazu (* 16. února 1893)
- 18. června – Gaston Doumergue, francouzský prezident (* 1. srpna 1863)
- 19. června – James Matthew Barrie, skotský novinář a spisovatel (* 9. května 1860)
- 20. června – Alban Schachleiter, německý duchovní, opat Emauzského kláštera (* 20. ledna 1861)
- 22. června – Andreu Nin, katalánský revolucionář (* 4. února 1892)
- 24. června – Władysław Długosz, polský podnikatel a politik (* 24. července 1864)
- 26. června – Adolf Erman, německý egyptolog (* 31. října 1854)
- 28. června
  - Ľudovít Csordák, slovenský akademický malíř (* 28. února 1864)
  - Max Adler, rakouský marxistický filozof (* 15. ledna 1873)
- 2. července – Amelia Earhartová, americká pilotka (* 24. července 1897)
- 6. července – Bohdan-Ihor Antonyč, ukrajinský spisovatel (* 5. října 1909)
- 8. července – Diana Abgar, arménská spisovatelka a diplomatka (* 12. října 1859)
- 10. července – Max Winter, rakouský novinář, spisovatel a politik (* 9. ledna 1870)
- 11. července – George Gershwin, americký hudební skladatel (* 26. září 1898)
- 19. července
  - Polikarp Mdivani, předseda lidových komisařů Gruzie (* 1877)
  - George Safford Parker, zakladatel Parker Pen Company (* 1. listopadu 1863)
- 20. července – Guglielmo Marconi, italský vynálezce (* 25. dubna 1874)
- 27. července – Karol Szymanowski, polský hudební skladatel (* 3. října 1882)
- 6. srpna – Alfred Wilm, německý chemik a metalurg (* 25. června 1869)
- 8. srpna – Martin Rázus, slovenský spisovatel (* 18. října 1888)
- 23. srpna – Albert Roussel, francouzský hudební skladatel (* 5. dubna 1869)
- 26. srpna – Andrew Mellon, americký politik, bankéř a mecenáš umění (* 24. března 1855)
- 27. srpna – Lionel Walter Rothschild, druhý baron Rothschild, britský bankéř, politik a zoolog (* 8. února 1868)
- 28. srpna – Tapa Čermojev, první a poslední ministerský předseda Horské republiky v severním Kavkazu (* 19. října 1882)
- 2. září – Pierre de Coubertin, zakladatel olympijských her (* 1. ledna 1863)
- 4. září
  - Jevgenij Pašukanis, sovětský právní teoretik (* 23. února 1891)
  - Ibrahim al-Chalil, arabský palestinský politik (* 1877)
- 17. září – Walter Dubislav, německý filozof (* 20. září 1895)
- 21. září – Walter Günter, německý letecký konstruktér (* 8. prosince 1899)
- 26. září – Bessie Smith, americká bluesová zpěvačka (* 15. dubna 1894)
- 29. září – Ray Ewry, americký atlet, osminásobný olympijský vítěz 1900–1908 (* 14. října 1873)
- 1. října – Andrej Kachnič, slovenský spisovatel (* 8. ledna 1854)
- 9. října – Arnošt Ludvík Hesenský, poslední velkovévoda hesenský (* 25. listopadu 1868)
- 13. října – Kazimierz Nowak, polský cestovatel a fotograf (* 11. ledna 1897)
- 15. října – Jordan Jovkov, bulharský spisovatel a dramatik. (* 9. listopadu 1880)
- 17. října
  - Joseph Bruce Ismay, rejdař, prezident White Star Line (* 12. prosince 1862)
  - Foday Sankoh, zakladatel Revolutionary United Front (* 30. července 2003)
- 19. října
  - Alexej Vasiljevič Hanzen, ruský malíř (* 2. února 1876)
  - Ernest Rutherford, skotský fyzik a chemik nositel Nobelovy ceny za chemii (1908) (* 30. srpna 1871)
- 26. října – Józef Dowbor-Muśnicki, polský generál (* 25. října 1867)
- 3. listopadu – Mykola Zerov, ukrajinský literární vědec, literární kritik, básník a překladatel (* 26. dubna 1890)
- 4. listopadu – Gustav Gaertner, rakouský patolog (* 28. září 1855)
- 9. listopadu – Ramsay MacDonald, první labouristický předseda britské vlády (* 12. října 1866)
- 15. listopadu – Eero Järnefelt, finský malíř (* 8. listopadu 1863)
- 16. listopadu
  - Cecílie Řecká a Dánská, velkovévodkyně hesenská a sestra prince Filipa (* 22. června 1911)
  - Eleonora ze Solms-Hohensolms-Lich, hesenská velkovévodkyně (* 17. září 1871)
- 29. listopadu – Jeghiše Čarenc, arménský básník, oběť stalinského teroru (* 25. března 1897)
- 1. prosince – Lozang Thubtän Čhökji, 9. tibetský pančhenlama (* 12. ledna 1883)
- 2. prosince – René Doumic, francouzský literární historik a kritik (* 7. března 1860)
- 3. prosince
  - Šalva Eliava, gruzínský politik (* 30. září 1883)
  - Attila József, maďarský básník (* 11. dubna 1905)
- 8. prosince – Pavel Florenskij, ruský teolog, filozof, matematik a elektroinženýr (* 21. ledna 1882)
- 9. prosince – Nils Gustaf Dalén, švédský chemik (* 30. listopadu 1869)
- 11. prosince – Mamija Dmitrijevič Orachelašvili, gruzínský bolševický politik (* 10. června 1881)
- 20. prosince – Erich Ludendorff, pruský voják a politik, jeden z nejschopnějších generálů 1. světové války (* 9. dubna 1865)
- 21. prosince – Frank B. Kellogg, americký politik, nositel Nobelovy cena za mír (* 22. prosince 1856)
- 28. prosince – Maurice Ravel, francouzský hudební skladatel (* 7. března 1875)
- ? – Dragutin Maslać, srbský architekt (* 18. června 1875)

## Hlavy států
- Belgie – Leopold III. (1934–1951)
- Československo – Edvard Beneš (1935–1938)
- Dánsko – Kristián X. (1912–1947)
- Francie – Albert Lebrun (1932–1940)
- Itálie – Viktor Emanuel III. (1900–1946)
- Maďarsko – Miklós Horthy (1920–1944)
- Německo – Adolf Hitler (1934–1945)
- Nizozemsko – Vilemína Nizozemská (1890–1948)
- Polsko – Ignacy Mościcki (1926–1939)
- Portugalsko – Óscar Carmona (1926–1951)
- Rakousko – Wilhelm Miklas (1928–1938)
- Řecko – Jiří II. (1935–1947)
- Sovětský svaz – Josif Vissarionovič Stalin (1922–1953)
- Království Velké Británie – Jiří VI. (1936–1952)
- Španělsko – Francisco Franco (1936–1975)
- Švédsko – Gustav V. (1907–1950)
- Japonsko – Hirohito (1926–1989)
- USA – Franklin Delano Roosevelt (1933–1945)
- Turecko – Mustafa Kemal Atatürk (1923–1938)
- Papež – Pius XI. (1929–1939)